# شیمی در گذر زمان

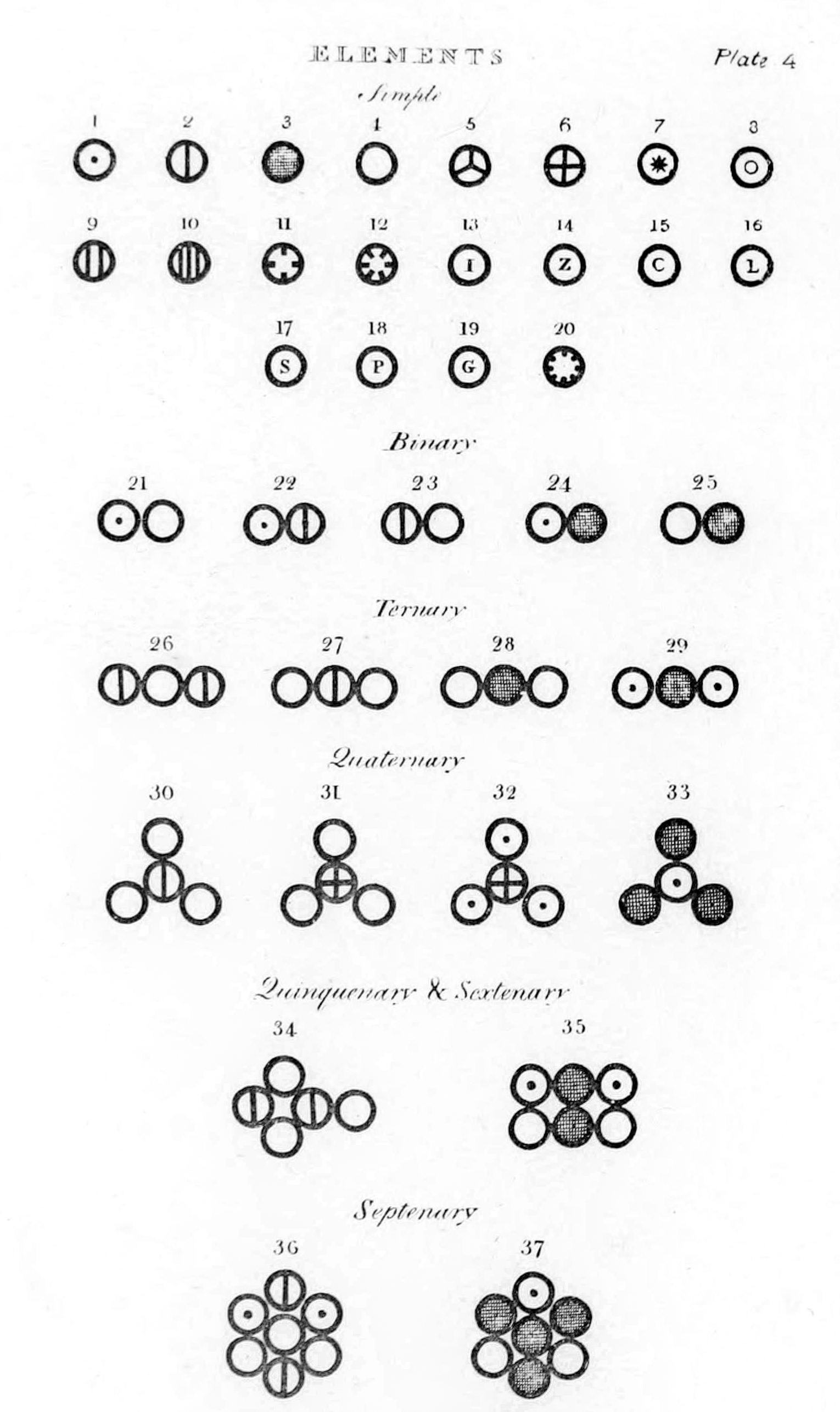
تصویری از سیستم جدید فلسفه شیمیایی جان دالتون، اولین توضیح نوین نظریه اتمی

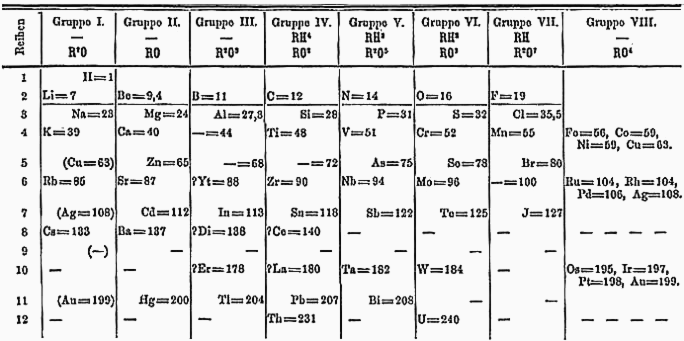
جدول تناوبی مندلیف مربوط به سال ۱۸۶۹

شیمی در گذر زمان آثار مهم، اکتشافات، ایده‌ها، اختراعات و آزمایش‌هایی را نشان می‌دهد که درک بشریت از دانشی نو به نام شیمی که به مطالعه ترکیب مواد و اثرات متقابل آن‌ها می‌پردازد را به‌طور چشمگیری تغییر داده‌است. تاریخ دانش شیمی به شکل جدید آن، توسط دانشمند ایرلندی، رابرت بویل، آغاز شد؛ هرچند که ردپاهایی از آن را می‌توان تا زمان‌های دورتری مشاهده کرد؛ حتی تا اوایل دورانی که بشر شروع به ثبت تاریخ نموده بود. ایده‌های اولیه که بعداً در دانش نوین شیمی وارد شدند، از دو منبع اصلی که عبارت‌اند از فیلسوفان طبیعی و کیمیاگران تشکیل شده‌اند. فیلسوفان طبیعی مانند ارسطو و دموکریت در تلاش برای توضیح رفتار دنیای پیرامون خود از استدلال استنتاجی استفاده کردند. حال اینکه کیمیاگرانی چون جابر و رازی افرادی بودند که در تلاش برای افزایش عمر یا انجام تبدیل مواد به یکدیگر بودند که از جمله این تلاش‌ها، تبدیل فلزات پایه به طلا با استفاده از تکنیک‌های تجربی بود. نخستین واکنش شیمیایی که بشر توانست آن را کنترل و مهار کند، سوختن و آتش بود. آتش برای مردم باستان، یک نیروی عرفانی بود که می‌توانست یک ماده را به یک مادهٔ دیگر تبدیل کند؛ در حالی که نور و گرما نیز می‌بخشد. آتش بر بسیاری از جوامع تأثیر گذاشت؛ به‌طوری‌که فعالیت‌های روزمره‌ای مانند آشپزی و تهیه نور و گرما تا فناوری‌هایی مانند سفالگری، تهیهٔ آجر و ذوب فلزها همگی وابسته به آتش بودند.
مصریان باستان در زمان پیش از پادشاهی قدیمی توانستند نوعی سفال براق بسازند که به سفال مصری معروف است. در آن زمان این صنعت گرانب‌ها تلقی می‌شد؛ چراکه این سفال‌ها از خاک رس تهیه نمی‌شدند و از سیلیس و مقادیر کمی آهک و جوش شیرین به دست می‌آمدند.
مصریان باستان در زمینهٔ متالورژی نیز توانا بودند و نوشته‌هایی به خط هیروگلیف مربوط به ۲۶۰۰ سال پیش از میلاد موجود است که طلا را توصیف می‌کنند.
سفالینه‌های خاکستری با لعاب سیاه در ۲۰۰۰ سال پیش از میلاد در تپه حصار و تپه سیلک به وجود آمدند. این سفال‌ها نخستین نوع سفال‌های لعاب‌داری هستند که شناخته شده‌اند. ایرانیان باستان برای خودآرایی از موادی مانند سرخاب، وسمه و سرمه استفاده می‌کردند که این مواد را از چربی حیوانات یا خاکستر به دست می‌آوردند و به آن‌ها رنگدانه‌های طبیعی می‌افزودند. در آن دوران فیروزه به خاطر رنگ زیبایش مورد توجه بود و ایران تنها کشوری بود که این سنگ گرانبها را استخراج می‌کرد.
فیلسوفان تلاش می‌کردند تا بدانند چرا مواد مختلف ویژگی‌های (رنگ، بو و غلظت) و حالت‌های متفاوت (جامد، مایع و گاز) دارند و با شیوه‌های گوناگون با یکدیگر واکنش می‌دهند. در این زمان فیلسوفان یونانی نخستین نظریه‌ها را دربارهٔ شیمی و طبیعت ارائه کردند که تاحدودی این نظریه‌ها متأثر از فرهنگ و تمدن‌های زمان خود بود. برای مثال، تالس تصور می‌کرد آب عنصر اصلی سازندهٔ جهان است. دویست سال پس از او ارسطو از «عناصر چهارگانه» سخن گفت و اعتقاد داشت که جهان از چهار عنصر آب، هوا، خاک و آتش ساخته شده‌است.
مشاهده کردن، اندیشیدن و نتیجه‌گیری کردن ابزارهای یونانیان باستان برای مطالعهٔ علوم طبیعی بود. کیمیاگران نیز تا پیش از آغاز دوران شیمی مدرن تنها از این سه ابزار استفاده می‌کردند. در سال ۱۶۰۵، فرانسیس بیکن کتاب مهارت و پیشرفت فراگیری را منتشر کرد که حاوی توضیحاتی بود که بعدها به روش علمی معروف شد. در سال ۱۶۱۵ ژان بگن برای اولین بار از معادله شیمیایی استفاده کرد.
رابرت بویل، در سال ۱۶۶۱ در کتاب شیمی‌دان شکاک، شیمی را علمی تجربی خواند. او از محققان خواست تا علاوه بر سه ابزار اصلی یونانیان پژوهش‌های علمی نیز انجام دهند. وی اولین بار میان شیمی و کیمیا تفاوت قائل شد. بویل عقیدهٔ ارسطو را که جهان از چهار عنصر آب، هوا، خاک و آتش تشکیل شده‌است، رد کرد و به جای آن سه عنصر نمک، گوگرد و جیوه را عناصر سازندهٔ جهان دانست. در عوض، او مفهومی جدید ارائه کرد که ذرات اولیه با ایجاد پیوند با یکدیگر ترکیب‌های جدید می‌سازند. این تعبیر ساده‌ترین و در عین حال معقول‌ترین تعبیری بود که ارائه شد. پس از آن برای توجیه پدیده‌های طبیعی به جای نظریهٔ ارسطو از نظریهٔ بویل استفاده شد.
آنتوان لاووازیه در سال ۱۷۸۹ قانون پایستگی جرم را مطرح کرد که به قانون لاووازیه نیز مشهور شد. در این هنگام، قوانین شیمی کمی قوی‌تر شد؛ به گونه‌ای که پیش‌بینی‌های درست‌تری صورت می‌گرفت.
مطالعه علم شیمی که به‌عنوان دانش بنیادی شناخته می‌شود، به مقدار بسیار زیادی هم از علوم و فناوری‌های دیگر تأثیر پذیرفته و هم بر آن‌ها اثر گذاشته‌است. بسیاری از رخدادهایی که مبنای اساسی درک امروزی ما از شیمی به حساب می‌آیند، خود به‌عنوان اکتشافاتی کلیدی در زمینه‌های علمی دیگر مانند فیزیک، زیست‌شناسی، اخترشناسی، زمین‌شناسی و علم مواد به‌حساب می‌آیند.
قبل از پذیرش روش علمی و کاربرد آن در حوزه شیمی، جنجال‌برانگیز است که بسیاری از افراد ذکر شده در زیر را به عنوان «شیمی‌دان» به معنای مدرن کلمه در نظر بگیریم. با این حال، ایده‌های برخی از متفکران بزرگ، یا برای پیشرفت آنها، یا برای پذیرش گسترده و طولانی مدت آنها، در اینجا آورده شده‌است.
| اکتشاف              | اکتشاف              |
| اختراع              | اختراع              |
| انتشار کتاب و مقاله | انتشار کتاب و مقاله |
| تجزیه و تحلیل       | تجزیه و تحلیل       |
| ارائهٔ نظریه         | ارائهٔ نظریه         |

## پیش از سده ۱۷

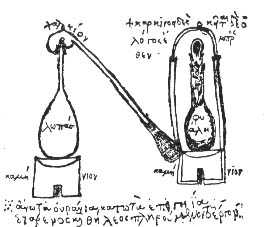
تجهیزات تقطیر زوزیموس، از نسخ خطی یونان بیزانس قرن پانزدهم.

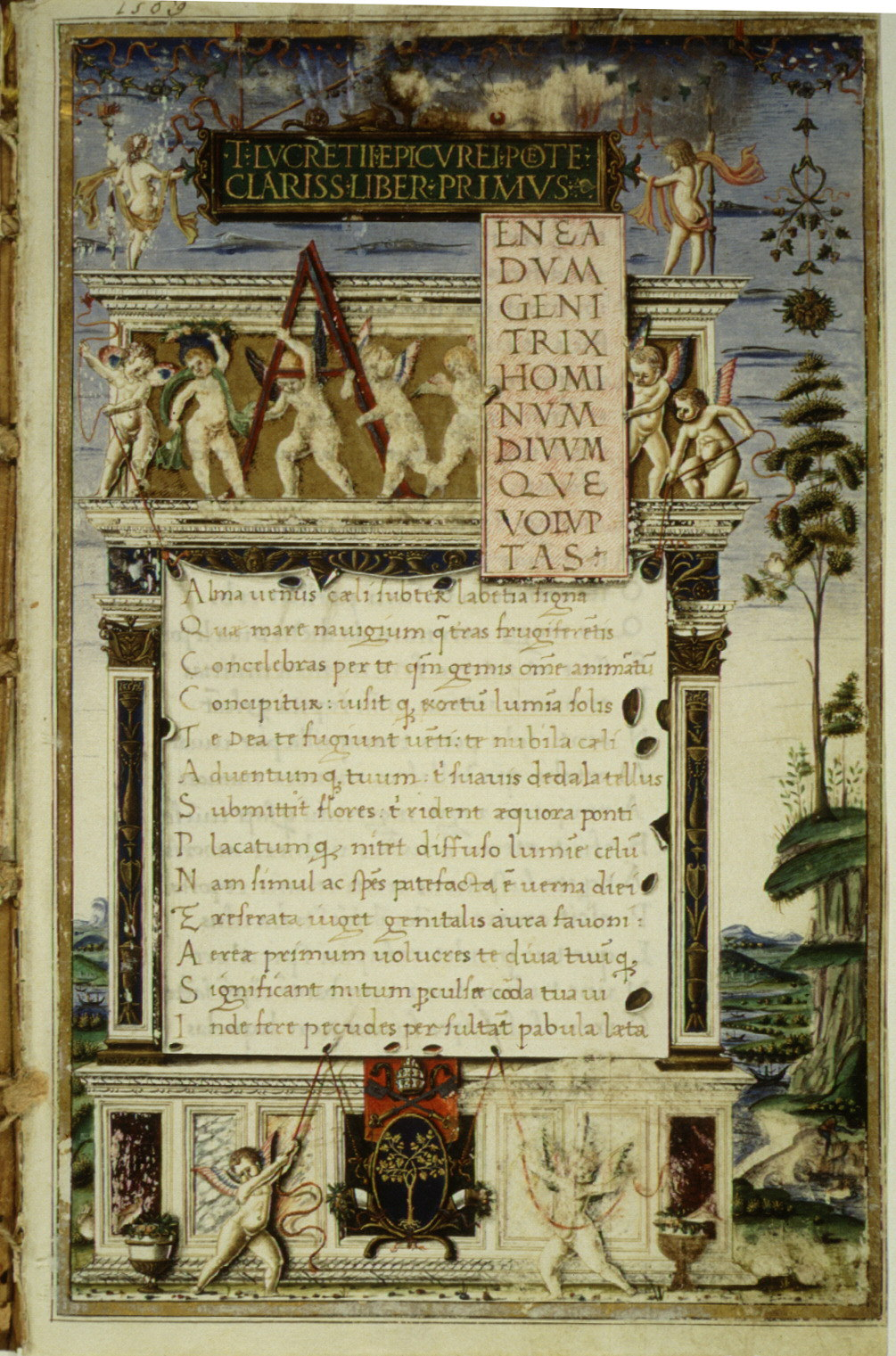
صفحهٔ اولِ کتاب در طبیعت اشیاء در نسخهٔ کتابت‌شده به‌دست گیرولامو دی ماتئو، ۱۴۸۳

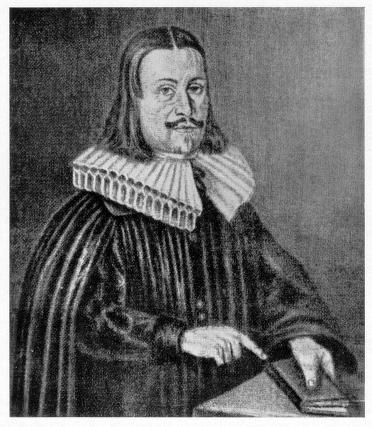
آندریاس لیباویوس، الکیمیا از نخستین کتاب‌های درسی در زمینه شیمی را منتشر می‌کند.

| کشف هوا به عنوان یک عنصر مادی منسوب به امپدوکلس است. | پذیریش ۱۰۰۰ ساله نظریه پنج عنصر ارسطو | دموکریتوس ایده اتم را مطرح می‌کند. | افلاطون عناصر چهارگانه را تشکیل‌دهندهٔ گیتی می‌داند. | تدوین نخستین روش علمی برای شیمی توسط جابر بن حیان. |
| ---------------------------------------------------- | ------------------------------------- | --------------------------------- | ------------------------------------------------- | -------------------------------------------------- |

| گاه‌شمار شیمی پیش از سدهٔ ۱۷ |               | |
|                            | سال           | رویداد |
| ارائهٔ نظریه                | حدود ۳۰۰۰ پ.م | مصریان نظریه اوگدوود را تدوین می‌کنند یا «نیروهای اساسی» که همه چیز از آن تشکیل شده‌است که شامل ۸ اسطوره (خدایان آشوب) بود که قبل از خلق خورشید وجود داشته‌اند و به حالت خالی قبل از ایجاد جهان یا کیهان در اسطوره‌های آفرینش به «شکاف» اولیه ایجاد شده توسط جدایی اصلی بهشت و زمین اشاره دارد در واقع هشت خدای اولیه بود که در هرمپولیس پرستش می‌شدند.                                                                                    |
| انتشار کتاب و مقاله        | ۱۲۰۰ پ.م      | از تاپوتی بلاتیکالیم، به عنوان یک عطرساز و شیمی‌دان باستانی، در یک لوح گلی به خط میخی در میان‌رودان نام برده شده‌است. |
| ارائهٔ نظریه                | ۴۵۰ پ.م       | امپدوکلس ادعا می‌کند که همه چیز از چهار عنصر اولیه تشکیل شده‌است: زمین، هوا، آتش و آب که به موجب آن دو نیروی فعال و متضاد یعنی عشق و نفرت یا وابستگی و ضد تعارض بر این عناصر عمل می‌کنند و آنها را به اشکال بی‌نهایت متنوع ترکیب و تفکیک می‌کنند. |
| ارائهٔ نظریه                | ۴۴۰ پ.م       | لوسیپوس و دموکریتوس ایده اتم را مطرح می‌کنند، ذره‌ای غیرقابل تفکیک که تمام ماده از آن ساخته شده‌است. این ایده تا حد زیادی توسط فیلسوفان طبیعی به نفع دیدگاه ارسطو رد می‌شود. |
| ارائهٔ نظریه                | حدود ۳۶۰ پ.م  | افلاطون در نقل داستان آفرینش در گفت‌وگو با تیمائوس، از عناصر چهارگانه یاد می‌کند و آنها را عناصر تشکیل‌دهندهٔ گیتی نسبت می‌دهد که شامل بحث در مورد ترکیب معدنی و آلی بدن است و یک رساله اساسی در شیمی می‌باشد و بیان می‌کند که: خداوند آب و هوا را در وسط خاک و آتش قرار داد و بین همهٔ آنها تناسبی واحد برقرار ساخت […] به این ترتیب از پیوند این چهار عنصر، جسم جهان به وجود آمد و در سایهٔ تناسب، توازن و هماهنگی در درون آن حکمفرما گردید. |
| ارائهٔ نظریه                | حدود ۳۵۰ پ.م  | ارسطو با گسترش در امپدوکلس، ایده ماده را به عنوان ترکیبی از مواد و شکل مطرح می‌کند و نظریه پنج عنصر، آتش، آب، زمین، هوا و اثیر را شرح می‌دهد. این نظریه بیش از ۱۰۰۰ سال در سراسر جهان غرب پذیرفته شد. |
| انتشار کتاب و مقاله        | ۵۰ پ.م        | لوکرتیوس، کتاب در طبیعت اشیاء، که شرح شاعرانه‌ای از ایده‌های مکتب اتم‌گرایی است را منتشر می‌کند. |
| انتشار کتاب و مقاله        | حدود ۳۰۰      | زوزیموس پانوپولیس برخی از قدیمی‌ترین کتاب‌های شناخته شده در مورد کیمیاگری را می‌نویسد، مطالعه او روی ترکیب آب‌ها، حرکت، رشد، جسم و ترسیم ارواح و پیوند ارواح در بدن بود. |
| اکتشاف                     | ۷۷۰           | ابوموسی جابر بن حیان ملقب به جابر، کیمیاگر ایرانی که «توسط بسیاری به عنوان پدر علم شیمی شناخته می‌شود»، یک روش آزمایشی اولیه را برای شیمی تدوین می‌کند و اسیدهای بیشماری از جمله هیدروکلریک اسید، نیتریک اسید، سیتریک اسید، استیک اسید، تارتاریک اسید و تیزاب سلطانی را جدا می‌کند. |
| تجزیه و تحلیل              | ۱۰۰۰          | ابوریحان بیرونی و ابن سینا، شیمیدانان ایرانی، عمل کیمیاگری و نظریه انتقال فلزات را رد می‌کنند. |
| انتشار کتاب و مقاله        | ۱۱۶۷          | استاد سالرنوس از دانشکده سالرنو برای اولین بار اشاراتی به تقطیر شراب می‌کند. |
| انتشار کتاب و مقاله        | ۱۲۲۰          | رابرت گروستسته چندین تفسیر ارسطویی را منتشر می‌کند که در آن چارچوب اولیه روش علمی را ارائه می‌کند. |
| اختراع                     | ۱۲۵۰          | تادئو آلدروتی تقطیر جزء به جزء را ایجاد می‌کند، که بسیار مؤثرتر از پیشینیان خود است. |
| اکتشاف                     | ۱۲۶۰          | آلبرتوس ماگنوس، فیلسوف آلمانی آرسنیک و نقره نیترات را کشف می‌کند. او همچنین یکی از اولین منابع ارجاع شده به اسولفوریک اسید بوده‌است. |
| انتشار کتاب و مقاله        | ۱۲۶۷          | راجر بیکن، کشیش و فیلسوف کتاب اپوس مأیوس را منتشر می‌کند، که برای نخستین بار روش علمی را ارائه می‌دهد، و حاوی نتایج آزمایش‌های او با باروت است. |
| انتشار کتاب و مقاله        | ۱۳۱۰          | شبه جابر، کیمیاگر ناشناس اسپانیایی تحت نام جابر، چندین کتاب را منتشر کرد که این تئوری دیرینه را به وجود آورد که تمام فلزات از نسبت‌های مختلف گوگرد و جیوه تشکیل شده‌اند. وی یکی از اولین کسانی است که نیتریک اسید، تیزاب سلطانی و نیتریک اسید را توصیف می‌کند. |
| تجزیه و تحلیل              | ۱۵۳۰          | پاراسلسوس مطالعه یاتروشیمی، زیر شاخه‌ای از کیمیاگری اختصاص داده شده تمدید حیات و مربوط به علم پزشکی و داروسازی را توسعه می‌دهد، که ریشه‌های صنعت داروسازی مدرن است. همچنین ادعا می‌شود که وی اولین کسی است که از کلمه شیمی استفاده کرده‌است. |
| انتشار کتاب و مقاله        | ۱۵۹۷          | آندریاس لیباویوس کتاب درسی الکیمیا، از نخستین کتاب‌های درسی در زمینه شیمی را منتشر می‌کند. |

## سده ۱۷ و ۱۸

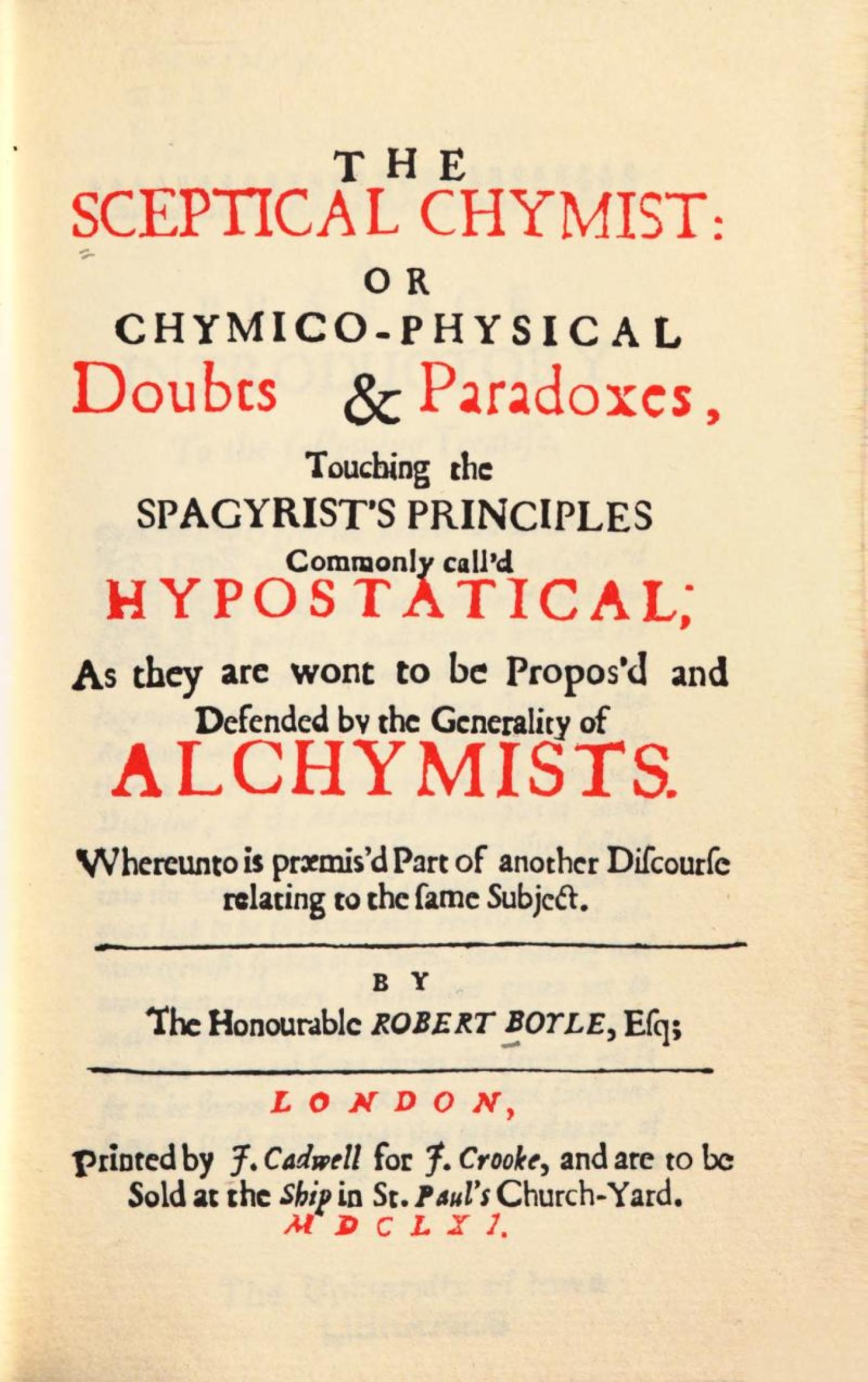
صفحه عنوان کتاب شیمی‌دان شکاک نوشتهٔ رابرت بویل.

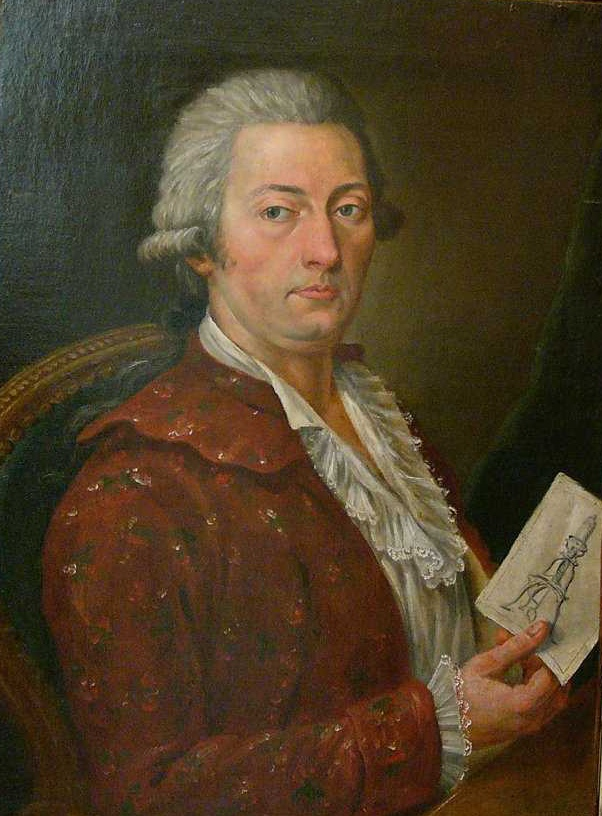
کارل ویلهلم شیله، کاشف مولیبدن، تنگستن و باریم است. او کلر را نیز قبل از همفری دیوی کشف کرد.

| رابرت بویل، نخستین شیمی‌دان مدرن و پایه‌گذار شیمی جدید. | جوزف پریستلی، کاشف چرخه کربن، اکسیژن و ۹ گاز دیگر | آنتوان لاووازیه، «پدر شیمی مدرن» | ژوزف پروست، ارائه‌دهنده قانون نسبت‌های معین | آلساندرو ولتا، بنیانگذار الکتروشیمی با ساخت نخستین باتری شیمیایی |
| ----------------------------------------------------- | ------------------------------------------------- | -------------------------------- | ----------------------------------------- | ---------------------------------------------------------------- |

| گاه‌شمار شیمی در سده ۱۷ و ۱۸ |              | | |
|                             | سال          | رویداد | رویداد |
| انتشار کتاب و مقاله         | ۱۶۰۵         | فرانسیس بیکن کتاب مهارت و پیشرفت یادگیری را منتشر می‌کند که شامل توضیحی است دربارهٔ آنچه بعدها به عنوان روش علمی شناخته می‌شود. | فرانسیس بیکن کتاب مهارت و پیشرفت یادگیری را منتشر می‌کند که شامل توضیحی است دربارهٔ آنچه بعدها به عنوان روش علمی شناخته می‌شود. |
| انتشار کتاب و مقاله         | ۱۶۰۵         | مایکل سندی‌ووجیس رساله کیمیاگری نور جدیدی از کیمیاگری را منتشر می‌کند که وجود «غذای زندگی» را در هوا پیشنهاد می‌دهد، که سپس بعنوان اکسیژن شناخته شد. | مایکل سندی‌ووجیس رساله کیمیاگری نور جدیدی از کیمیاگری را منتشر می‌کند که وجود «غذای زندگی» را در هوا پیشنهاد می‌دهد، که سپس بعنوان اکسیژن شناخته شد. |
| انتشار کتاب و مقاله         | ۱۶۱۵         | ژان بیوین کتاب اصول کیمیاگری، از نخستین کتاب‌های درسی شیمی را منتشر می‌کند، و در آن اولین معادله شیمیایی را ترسیم می‌کند. | ژان بیوین کتاب اصول کیمیاگری، از نخستین کتاب‌های درسی شیمی را منتشر می‌کند، و در آن اولین معادله شیمیایی را ترسیم می‌کند. |
| انتشار کتاب و مقاله         | ۱۶۳۷         | رنه دکارت کتاب گفتار در روش، را منتشر می‌کند که حاوی خلاصه‌ای از روش‌های علمی است. | رنه دکارت کتاب گفتار در روش، را منتشر می‌کند که حاوی خلاصه‌ای از روش‌های علمی است. |
| انتشار کتاب و مقاله         | ۱۶۴۸         | پس از مرگ ژان باپتیست ون هلمونت، کتاب طلوع خورشید پزشکی که توسط برخی از آن به عنوان یک اثر مهم انتقالی بین کیمیاگری و شیمی و از منابعی که تأثیر بزرگی بر رابرت بویل نهاده یاد می‌شود. این کتاب حاوی نتایج آزمایش‌ها بیشمار است و نسخه اولیه قانون پایستگی جرم را تبیین می‌کند. | پس از مرگ ژان باپتیست ون هلمونت، کتاب طلوع خورشید پزشکی که توسط برخی از آن به عنوان یک اثر مهم انتقالی بین کیمیاگری و شیمی و از منابعی که تأثیر بزرگی بر رابرت بویل نهاده یاد می‌شود. این کتاب حاوی نتایج آزمایش‌ها بیشمار است و نسخه اولیه قانون پایستگی جرم را تبیین می‌کند. |
| انتشار کتاب و مقاله         | ۱۶۶۱         | رابرت بویل کتاب شیمی‌دان شکاک را منتشر کرد، کتابی که در مورد تمایز بین شیمی و کیمیاگری بود. این کتاب شامل برخی از اولین ایده‌های مدرن در مورد اتم‌ها، مولکول‌ها و واکنش شیمیایی است و نشانه آغاز تاریخ شیمی مدرن است.                                                           | در ویکی‌نبشته انگلیسی نوشته‌های مربوط به این مقاله وجود دارد. شیمی‌دان شکاک |
| ارائهٔ نظریه                 | ۱۶۶۲         | رابرت بویل، قانون بویل را توصیف می‌کند، قانونی که بیان می‌کند در دمای ثابت حجم گازها با وارد شدن فشار به‌طور منظمی کاهش می‌یابد؛ به عبارت دیگر، در گازها همواره میان حجم و فشار رابطه‌ای وارونه وجود دارد.                                                                       | رابرت بویل، قانون بویل را توصیف می‌کند، قانونی که بیان می‌کند در دمای ثابت حجم گازها با وارد شدن فشار به‌طور منظمی کاهش می‌یابد؛ به عبارت دیگر، در گازها همواره میان حجم و فشار رابطه‌ای وارونه وجود دارد.                                                                       |
| تجزیه و تحلیل               | ۱۷۳۵         | شیمیدان سوئدی جرج برندت یک رنگدانه آبی تیره را که در سنگ معدن یافت می‌شود، تجزیه و تحلیل می‌کند. برنت نشان داد که رنگدانه حاوی عنصر جدیدی است که بعداً کبالت نامگذاری شده‌است.                                                                                                  | شیمیدان سوئدی جرج برندت یک رنگدانه آبی تیره را که در سنگ معدن یافت می‌شود، تجزیه و تحلیل می‌کند. برنت نشان داد که رنگدانه حاوی عنصر جدیدی است که بعداً کبالت نامگذاری شده‌است.                                                                                                  |
| اکتشاف                      | ۱۷۵۴         | جوزف بلک، دانشمند و فیزیک‌دان اسکاتلندی دی‌اکسید کربن را جدا می‌کند و آن را «هوای ثابت» نام‌گذاری می‌کند. او دی‌اکسید کربن را از تکلیس آهک بدست آورد و ثابت کرد که هوای ثابت همان گازی است که انسان هنگام بازدم خارج می‌کند یا از احتراق زغال ایجاد می‌شود.                         | جوزف بلک، دانشمند و فیزیک‌دان اسکاتلندی دی‌اکسید کربن را جدا می‌کند و آن را «هوای ثابت» نام‌گذاری می‌کند. او دی‌اکسید کربن را از تکلیس آهک بدست آورد و ثابت کرد که هوای ثابت همان گازی است که انسان هنگام بازدم خارج می‌کند یا از احتراق زغال ایجاد می‌شود.                         |
| اکتشاف                      | ۱۷۵۷         | لوئیز کلود کادت د گاسیکور، در حالی که در مورد ترکیبات آرسنیک تحقیق می‌کرد، مایع بخاری کادت را ایجاد می‌کند، که بعداً به عنوان کاکودیل اکسید کشف می‌شود و به عنوان اولین ترکیب آلی فلزی مصنوعی شناخته می‌شود.                                                                     | لوئیز کلود کادت د گاسیکور، در حالی که در مورد ترکیبات آرسنیک تحقیق می‌کرد، مایع بخاری کادت را ایجاد می‌کند، که بعداً به عنوان کاکودیل اکسید کشف می‌شود و به عنوان اولین ترکیب آلی فلزی مصنوعی شناخته می‌شود.                                                                     |
| ارائهٔ نظریه                 | ۱۷۵۸         | جوزف بلک مفهوم گرمای نهان را برای توضیح ترموشی شیمی تغییرات فاز تدوین می‌کند. | جوزف بلک مفهوم گرمای نهان را برای توضیح ترموشی شیمی تغییرات فاز تدوین می‌کند. |
| اکتشاف                      | ۱۷۶۶         | هنری کاوندیش هیدروژن را به عنوان گازی بی‌بو که می‌سوزد و می‌تواند مخلوط انفجاری با هوا تشکیل دهد را کشف کرد. | هنری کاوندیش هیدروژن را به عنوان گازی بی‌بو که می‌سوزد و می‌تواند مخلوط انفجاری با هوا تشکیل دهد را کشف کرد. |
| اکتشاف                      | ۱۷۷۳ تا ۱۷۵۴ | کارل ویلهلم شیله و جوزف پریستلی به‌طور مستقل اکسیژن را جدا می‌کنند، که توسط پریستلی"هوای فلوژیستون زدایی" و توسط شیله "هوای آتش" خوانده می‌شود. | کارل ویلهلم شیله و جوزف پریستلی به‌طور مستقل اکسیژن را جدا می‌کنند، که توسط پریستلی"هوای فلوژیستون زدایی" و توسط شیله "هوای آتش" خوانده می‌شود. |
| ارائهٔ نظریه                 | ۱۷۷۸         | آنتوان لاووازیه که «پدر شیمی مدرن» نامیده می‌شود، اکسیژن را به جامعه علمی شناسد اولین آزمایش‌های کمی مناسب در مورد اکسیداسیون را انجام داد و اولین توضیح صحیح در مورد چگونگی عملکرد سوختن را ارائه کرد.                                                                       | آنتوان لاووازیه که «پدر شیمی مدرن» نامیده می‌شود، اکسیژن را به جامعه علمی شناسد اولین آزمایش‌های کمی مناسب در مورد اکسیداسیون را انجام داد و اولین توضیح صحیح در مورد چگونگی عملکرد سوختن را ارائه کرد.                                                                       |
| انتشار کتاب و مقاله         | ۱۷۸۷         | آنتوان لاووازیه، کتاب کمیکیو، اولین سیستم مدرن نامگذاری شیمیایی را منتشر کرد. | آنتوان لاووازیه، کتاب کمیکیو، اولین سیستم مدرن نامگذاری شیمیایی را منتشر کرد. |
| ارائهٔ نظریه                 | ۱۷۸۷         | ژاک شارل، قانون شارل را ارائه می‌دهد که نتیجه‌ای از قانون بویل است و رابطه بین دما و حجم یک گاز را توصیف می‌کند. | ژاک شارل، قانون شارل را ارائه می‌دهد که نتیجه‌ای از قانون بویل است و رابطه بین دما و حجم یک گاز را توصیف می‌کند. |
| انتشار کتاب و مقاله         | ۱۷۸۹         | آنتوان لاووازیه رساله ابتدایی شیمی، اولین کتاب درسی شیمی مدرن را منتشر کرد. این کتاب یک بررسی کامل از شیمی مدرن، از جمله اولین تعریف مختصر در مورد قانون پایستگی جرم است، و نشان دهنده پایه‌ریزی رشته استوکیومتری یا تجزیه و تحلیل کمی شیمیایی است.                          | در ویکی‌نبشته فرانسوی نوشته‌های مربوط به این مقاله وجود دارد. رساله ابتدایی شیمی |
| ارائهٔ نظریه                 | ۱۷۹۷         | ژوزف پروست، قانون نسبت‌های معین را ارائه می‌دهد که بیان می‌کند نسبت عناصر در یک ترکیب شیمیایی خالص فارغ از روش تهیه و منبع ماده همیشه ثابت می‌باشد. به زبان دیگر نسبت جرمی عناصر سازنده همواره ثابت و مشخص است.                                                                 | ژوزف پروست، قانون نسبت‌های معین را ارائه می‌دهد که بیان می‌کند نسبت عناصر در یک ترکیب شیمیایی خالص فارغ از روش تهیه و منبع ماده همیشه ثابت می‌باشد. به زبان دیگر نسبت جرمی عناصر سازنده همواره ثابت و مشخص است.                                                                 |
| اختراع                      | ۱۸۰۰         | آلساندرو ولتا اولین باتری شیمیایی را ابداع می‌کند و بدین ترتیب رشته الکتروشیمی را پایه‌گذاری می‌کند. | آلساندرو ولتا اولین باتری شیمیایی را ابداع می‌کند و بدین ترتیب رشته الکتروشیمی را پایه‌گذاری می‌کند. |

## سده ۱۹

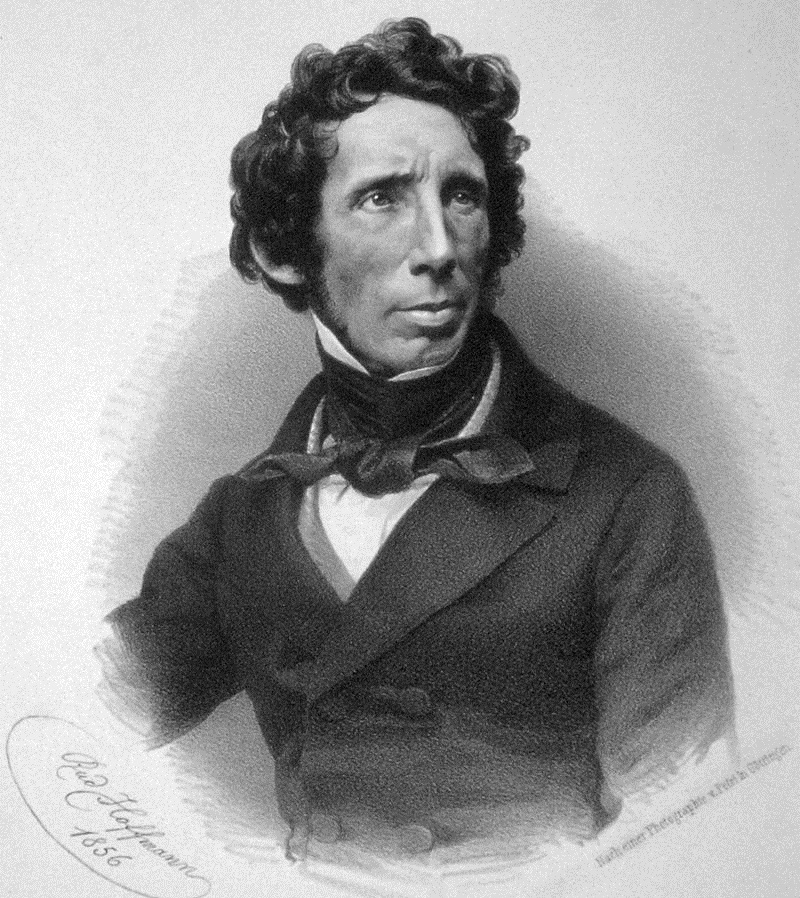
نفی نظریه زندگی‌باوری توسط فردریش وهلر با سنتز اوره.

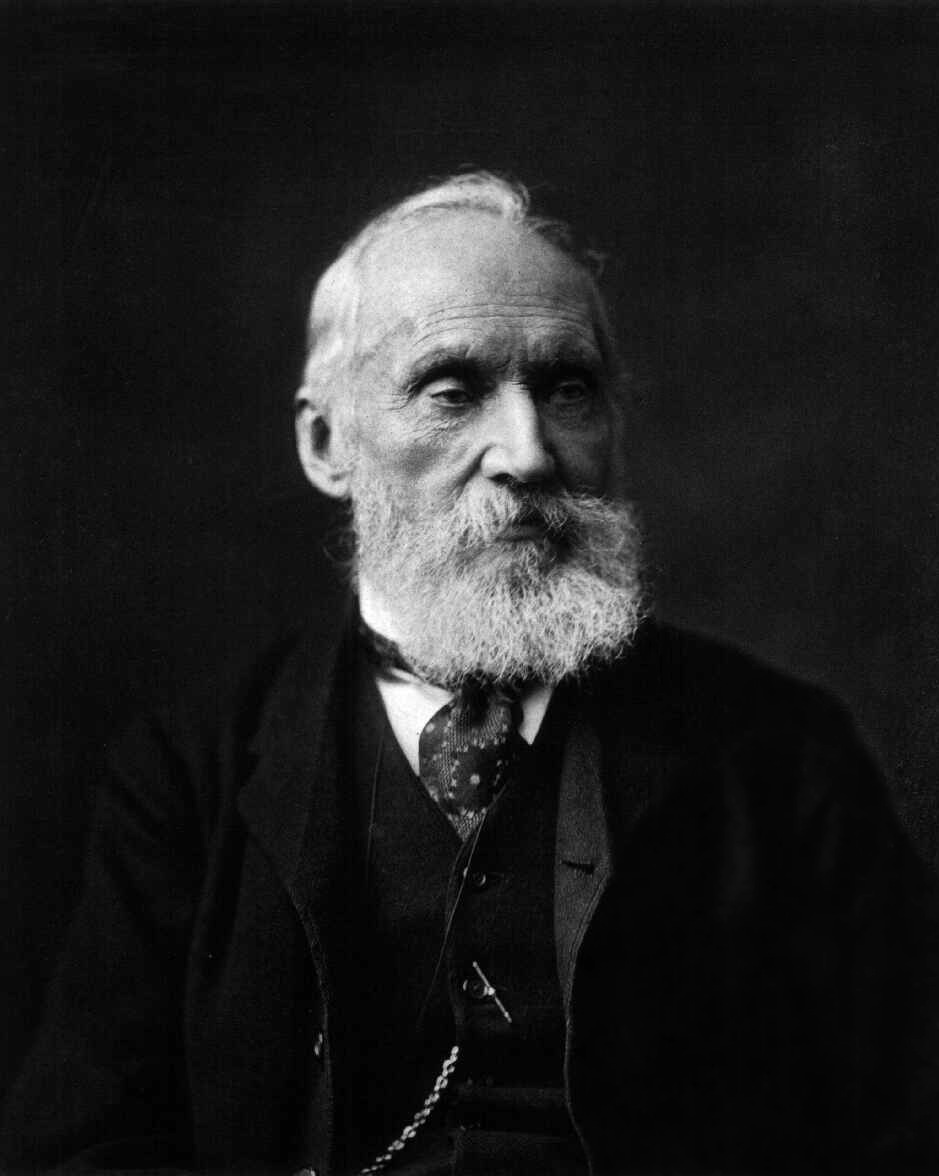
بیان مفهوم صفر مطلق توسط لرد کلوین.

شناسایی ساختار حلقوی بنزن توسط ککوله.

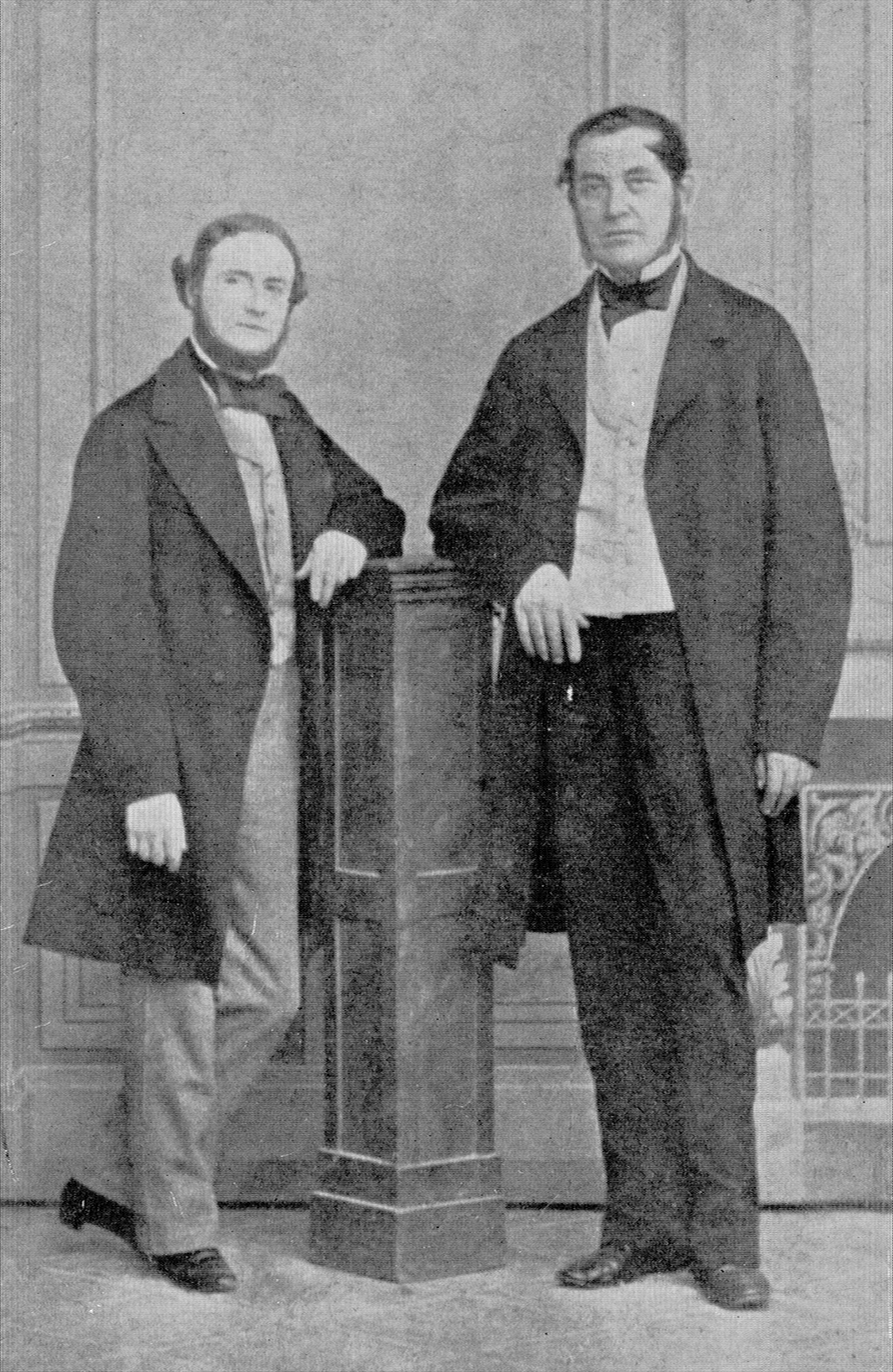
گوستاو کیرشهف (چپ) و روبرت بونزن (راست) پایه‌گذاران طیف‌سنجی.

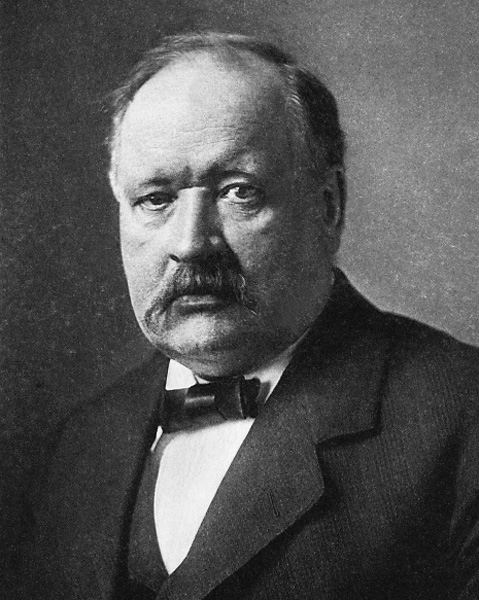
تخمین میزان افزایش کربن دی‌اکسید اتمسفر با استفاده از اصول اساسی شیمی‌فیزیک توسط آرنیوس

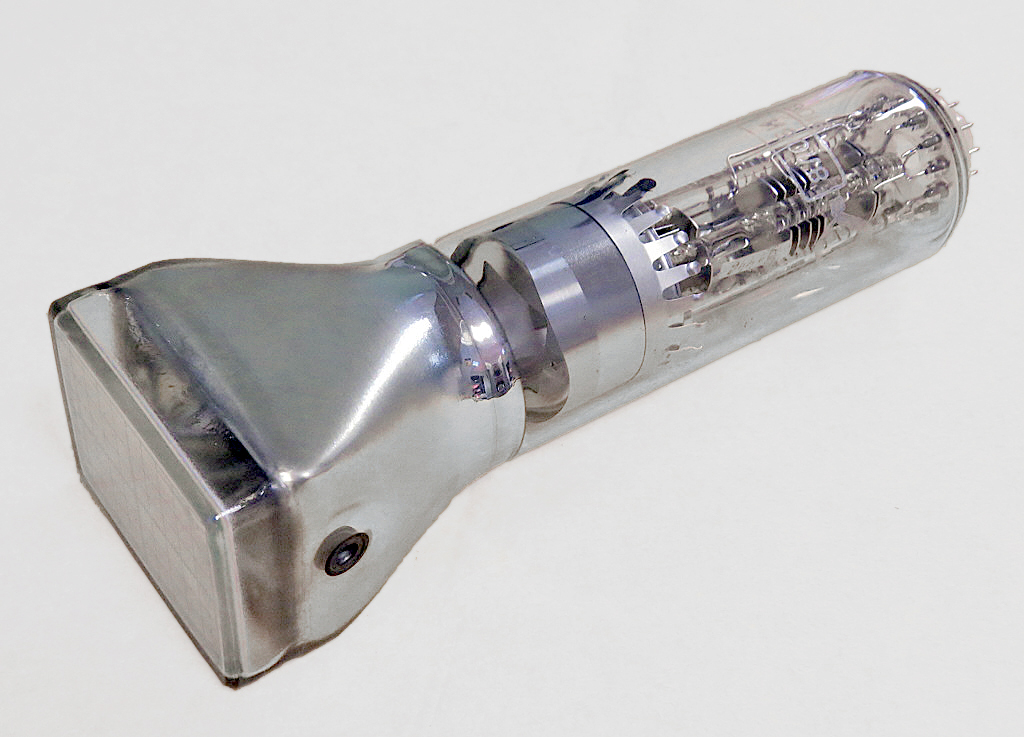
کشف الکترون با استفاده پرتوی کاتدی توسط تامسون.

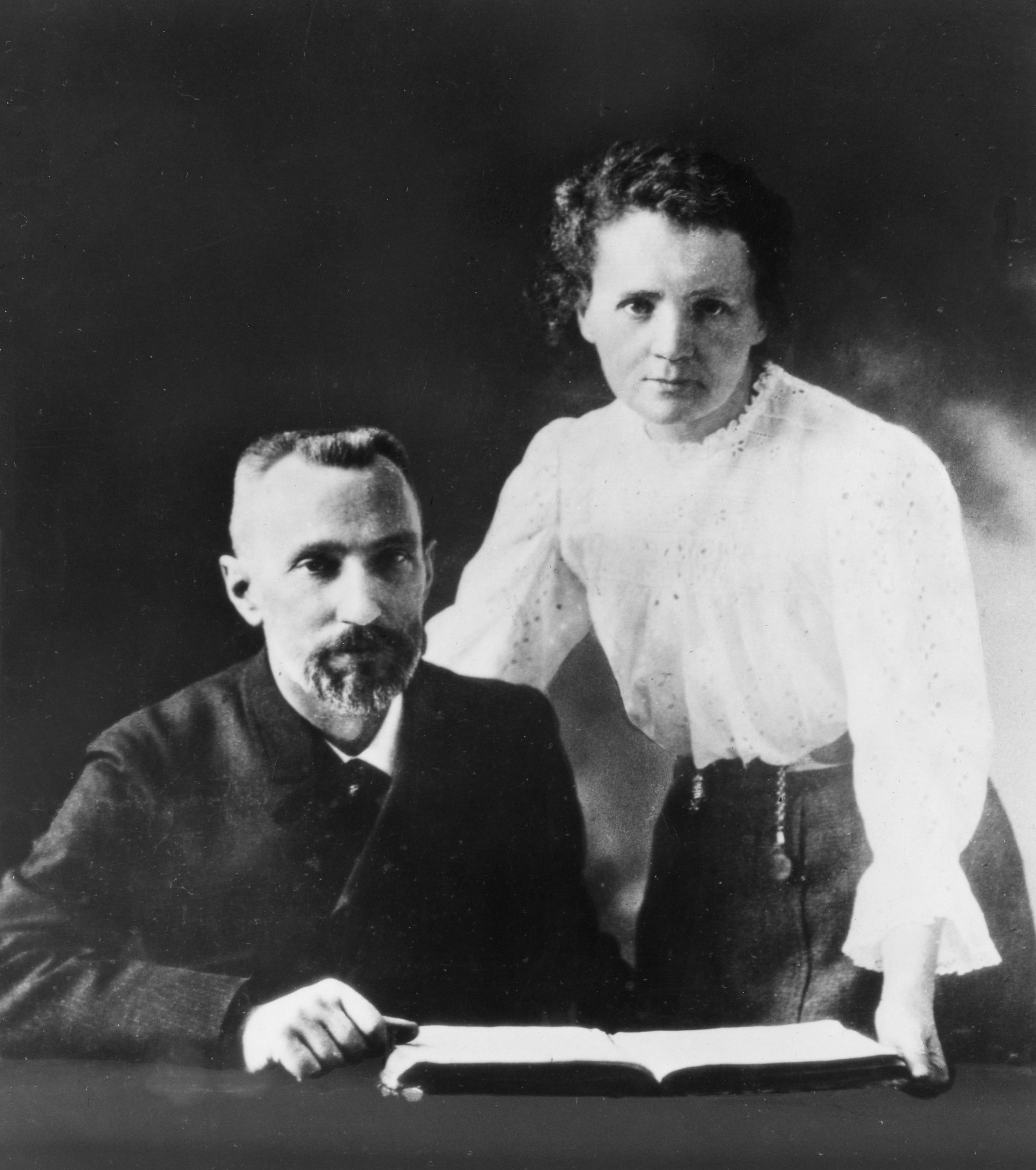
کشف رادیوم و پولونیوم توسط ماری و پیر کوری.

| بیان اولین توصیف علمی مدرن نظریه اتمی و شرح روشنی از قانون نسبت‌های چندگانه توسط جان دالتون. | آمدئو آووگادرو، بنیانگذار قانون آووگادرو در شیمی. | دمیتری مندلیف، پایه‌گذار جدول تناوبی عناصر شیمیایی | یاکوب برسلیوس، عنصرهای سریم، توریوم، سیلیسیم و سلنیوم را کشف و نام‌های شیمی آلی، هالوژن، کاتالیزور و پروتئین از ابداعات وی است. | وانت‌هوف کاشف قوانین دینامیک شیمیایی. |
| ------------------------------------------------------------------------------------------- | ------------------------------------------------- | ------------------------------------------------- | --- | ------------------------------------ |

| گاه‌شمار شیمی در سده ۱۹ |              | |
|                        | سال          | رویداد |
| ارائهٔ نظریه            | ۱۸۰۳         | جان دالتون شیمی‌دان بریتانیی قانون دالتون را پیشنهاد می‌کند که فشار کل یک گاز را با معادله‌ای به مجموع فشار هر جز گاز مرتبط می‌کند. |
| اکتشاف                 | ۱۸۰۵         | ژوزف لویی گیلوساک می‌فهمد که آب از نظر حجم از دو قسمت هیدروژن و یک قسمت اکسیژن تشکیل شده‌است. |
| اکتشاف                 | ۱۸۰۸         | ژوزف لویی گیلوساک چندین ویژگی شیمیایی و فیزیکی هوا و سایر گازها از جمله اثبات تجربی قوانین بویل و چارلز و روابط بین تراکم و ترکیب گازها را جمع‌آوری و کشف می‌کند. |
| انتشار کتاب و مقاله    | ۱۸۰۸         | جان دالتون سیستم جدید فلسفه شیمیایی را منتشر می‌کند که شامل اولین توصیف علمی مدرن نظریه اتمی و شرح روشنی از قانون نسبت‌های چندگانه است. |
| انتشار کتاب و مقاله    | ۱۸۰۸         | یاکوب برسلیوس پدر شیمی سوئد، کتاب لبوک آی کمین را منتشر می‌کند که در آن نشان شیمیایی مدرن و مفهوم جرم اتمی نسبی را پیشنهاد می‌کند. |
| ارائهٔ نظریه            | ۱۸۱۱         | آمدئو آووگادرو، شیمی‌دان ایتالیایی قانون آووگادرو را پیشنهاد می‌کند که حجم مساوی از گازهای تحت درجه حرارت و فشار ثابت حاوی تعداد مولکول‌های برابر است. |
| اکتشاف                 | ۱۸۲۵         | فریدریش وهلر و یوستوس فون لیبیش اولین کشف و توضیح تأیید شده ایزومرها را انجام دادند که قبلاً توسط برزلیوس نامگذاری شده بود. آنها با کار با سیانیک اسید و فولمینریک اسید، به درستی نتیجه می‌گیرند که ایزومریسم ناشی از ترتیب متفاوت اتم‌ها در یک ساختار مولکولی است.            |
| تجزیه و تحلیل          | ۱۸۲۷         | ویلیام پروت بیومولکول‌ها را به گروه‌بندی‌های مدرن خود یعنی کربوهیدرات‌ها، پروتئین‌ها و لیپیدها طبقه‌بندی می‌کند. |
| اکتشاف                 | ۱۸۲۸         | فردریش وهلر سنتز اوره را انجام می‌دهد و بدین ترتیب می‌گوید که ترکیبات آلی از مواد اولیه معدنی تولید می‌شود و نظریه زندگی‌باوری را نفی می‌کند. |
| اکتشاف                 | ۱۸۳۲         | فردریش وهلر و جاستوس فون لیبیگ گروه‌های عاملی و رادیکال‌ها را در رابطه با شیمی آلی را کشف و شرح می‌دهند. |
| ارائهٔ نظریه            | ۱۸۴۰         | جرمان هنری هس، قانون هس را ارائه می‌دهد، بیانیه اولیه قانون پایستگی انرژی که ثابت می‌کند تغییرات انرژی در یک فرایند شیمیایی فقط به حالت‌های مواد اولیه و محصول بستگی دارد و نه به مسیر خاصی که بین دو حالت در نظر گرفته شده‌است.                                                |
| اکتشاف                 | ۱۸۴۷         | هرمان کولبه، استیک اسید را از منابع کاملاً معدنی تولید می‌کند و باعث رد بیشتر نظریه زندگی‌باوری می‌شود. |
| ارائهٔ نظریه            | ۱۸۴۸         | لرد کلوین مفهوم صفر مطلق را بیان می‌کند، دمایی که در آن تمام حرکات مولکولی متوقف می‌شود. |
| اکتشاف                 | ۱۸۴۹         | لویی پاستور در می‌یابد که راسمیک شکل تارتاریک اسید مخلوطی از شکل‌های چپ‌گرد و راست‌گرد است، در نتیجه ماهیت چرخش نوری روشن می‌شود و پیشبرد زمینه شیمی فضایی را شرح می‌دهد. |
| ارائهٔ نظریه            | ۱۸۵۲         | آگوست بیر، قانون بیر-لامبرت را پیشنهاد می‌کند که رابطه بین ترکیب یک مخلوط و میزان نور جذب شده را توضیح می‌دهد. تا حدودی بر اساس کارهای قبلی پیر بوگر و یوهان هاینریش لمبرت، تکنیکی در شیمی تجزیه را که به عنوان طیف‌سنجی نوری شناخته می‌شود، پایه‌گذاری می‌کند.                   |
| ارائهٔ نظریه            | ۱۸۵۴ تا ۱۸۶۴ | مارسلین بارتلو، اصل تامسن برتلوت را ارائه می‌دهد. فرضیه اولیه در ترموشیمی کلاسیک مبنای بحث‌انگیز یک برنامه تحقیقاتی شد که سه دهه طول می‌کشد. |
| اکتشاف                 | ۱۸۵۵         | بنیامین سیلمن روش‌هایی پیشگام در مورد کراکینگ را شرح می‌دهد که باعث می‌شود صنعت مدرن پتروشیمی شکل بگیرد. |
| اکتشاف                 | ۱۸۵۶         | ویلیام هنری پرکین، ماوی پرکین، اولین رنگ مصنوعی را سنتز می‌کند که به عنوان محصول جانبی تصادفی از تلاش‌هایش برای ایجاد کینین از قطران زغال‌سنگ ایجاد شده‌است. این کشف پایه و اساس صنعت سنتز رنگ، یکی از اولین صنایع موفق شیمیایی است.                                            |
| اکتشاف                 | ۱۸۵۷         | فریدریش آوگوست ککوله، شیمی‌دان آلمانی توانست ساختار حلقوی بنزن را شناسایی کند. |
| اکتشاف                 | ۱۸۵۹ تا ۱۸۶۰ | گوستاو کیرشهف و روبرت بونزن پایه‌های طیف‌سنجی را که ابزاری برای شیمی تجزیه است را پایه‌گذاری می‌کنند که آنها را به کشف سزیم و روبیدیم سوق می‌دهد. سایر دانشمندان نیز از همین تکنیک برای کشف ایندیوم، تالیوم و هلیوم استفاده کردند.                                               |
| ارائهٔ نظریه            | ۱۸۶۰         | استانیسلاو کانیزارو با احیای عقاید آووگادرو در مورد مولکول‌های دو اتمی، جدول‌های جرم اتمی نسبی را گردآوری کرده و آن را در کنگره ۱۸۶۰ کارلسروهه ارائه می‌دهد و ده‌ها سال استفاده از وزن‌های متضاد اتمی و فرمول‌های مولکولی خاتمه می‌یابد و منجر به کشف مندلیف و قانون تناوبی می‌شود. |
| اکتشاف                 | ۱۸۶۲         | الکساندر پارکس در نمایشگاه بین‌المللی لندن، پارکسین، یکی از اولین پلیمرهای مصنوعی را به نمایش می‌گذارد. این کشف پایه و اساس صنعت پلاستیک مدرن را تشکیل داد. |
| انتشار کتاب و مقاله    | ۱۸۶۲         | الکساندر-امیل بگویه دو شانکورتوآ مارپیچ تلورئیک را منتشر می‌کند که نسخه سه بعدی از جدول تناوبی عناصر بود. |
| ارائهٔ نظریه            | ۱۸۶۴         | جان نیوزلند قانون اکتاوها را شرح می‌دهد. |
| انتشار کتاب و مقاله    | ۱۸۶۴         | لوتار مایر نسخه اولیه جدول تناوبی را که با ۲۸ عنصر سازماندهی شده توسط ظرفیت شیمیایی تهیه می‌کند. |
| ارائهٔ نظریه            | ۱۸۶۴         | کاتو گلدبرگ و پیتر واگه، با تکیه بر عقاید کلود لویی برتوله، قانون فعالیت جرمی را پیشنهاد کردند. |
| تجزیه و تحلیل          | ۱۸۶۵         | یوهان یوزف لوشمیت تعداد دقیق مولکول‌ها را در یک مول مشخص می‌کند که بعداً عدد آووگادرو نامیده می‌شود. |
| تجزیه و تحلیل          | ۱۸۶۵         | آوگوست ککوله، بنا بر کارهای لوشمیت ساختار بنزن را به عنوان یک حلقه شش کربن با پیوند یگانه و پیوند دوگانه متناوب ایجاد می‌کند. |
| اختراع                 | ۱۸۶۵         | آدولف فون بایر کار بر روی رنگ نیل را آغاز کرد، نقطه عطفی در شیمی آلی و صنعتی مدرن که انقلابی در صنعت رنگ سازی ایجاد می‌کند. |
| اکتشاف                 | ۱۸۶۷         | آلفرد نوبل دریافت که اگر نیتروگلیسرین جذب یک ماده خنثی مانند دیاتومایت گردد، در هنگام جابجایی به مراتب امن تر خواهد بود و آن مخلوط را در سال ۱۸۶۷ به نام دینامیت ثبت کرد.                                                                                                   |
| انتشار کتاب و مقاله    | ۱۸۶۹         | دمیتری مندلیف اولین جدول تناوبی مدرن را با ۶۶ عنصر شناخته شده توسط وزن‌های اتمی سازماندهی می‌کند. ویژگی این جدول توانایی پیش‌بینی دقیق خواص عناصر ناشناخته بود. |
| ارائهٔ نظریه            | ۱۸۷۳         | یاکوبوس هنریکوس وانت‌هوف و جوزف آشیل لو بل که به‌طور مستقل کار می‌کنند، مدلی از پیوند شیمیایی را تهیه می‌کنند که آزمایش‌های کایرالیستی پاستور را توضیح می‌دهد و یک دلیل فیزیکی برای فعالیت نوری در ترکیبات کایرال ایجاد می‌کند.                                                    |
| انتشار کتاب و مقاله    | ۱۸۷۶         | جوسایا ویلارد گیبس در کتاب تعادل مواد ناهمگن، مجموعه‌ای از کار خود را در مورد ترمودینامیک و شیمی‌فیزیک منتشر می‌کند که مفهوم انرژی آزاد ترمودینامیکی را برای توضیح مبنای فیزیکی تعادل‌های شیمیایی ارائه می‌دهد.                                                                  |
| ارائهٔ نظریه            | ۱۸۷۷         | لودویگ بولتسمان مشتقات آماری بسیاری از مفاهیم مهم فیزیکی و شیمیایی، از جمله آنتروپی و توزیع سرعت مولکولی را در فاز گاز ایجاد می‌کند. |
| ارائهٔ نظریه            | ۱۸۸۳         | سوانته آرنیوس تئوری یون را برای شرح هدایت در الکترولیتها توسعه می‌دهد. |
| انتشار کتاب و مقاله    | ۱۸۸۴         | وانت‌هوف، رساله مطالعات دینامیک شیمیایی، یک مطالعه مهم علمی در مورد سینتیک شیمیایی را منتشر کرد. |
| اکتشاف                 | ۱۸۸۴         | هرمان امیل فیشر ساختار پورین را می‌سازد، یک ساختار کلیدی در بسیاری از مولکول‌های زیستی که بعداً آن در سال ۱۸۹۸ سنتز کرد. همچنین کار روی شیمی گلوکز و قندهای مرتبط را آغاز می‌کند.                                                                                               |
| ارائهٔ نظریه            | ۱۸۸۴         | آنری لوشاتلیه، اصل لوشاتلیه را توسعه می‌دهد، بنابراین اصل، چنانچه سامانه‌ای در حال تعادل باشد، در برابر هرگونه تغییری در جهت مخالف واکنش نشان می‌دهد تا اثر آن را از بین ببرد.                                                                                                 |
| تجزیه و تحلیل          | ۱۸۸۵         | اویگن گلدشتاین، پرتو کاتدی را نامگذاری می‌کند که بعداً مشخص می‌شود از الکترون‌ها تشکیل شده‌است. |
| اکتشاف                 | ۱۸۸۶         | جان استیت پمبرتون داروساز و سرباز ارتش ایالات متحد نسخه اولیه نوشیدنی را تولید کرد که بعداً به کوکاکولا تبدیل می‌شود. |
| اختراع                 | ۱۸۹۲         | نخستین فلاسک خلاء توسط جیمز دیوئر فیزیکدان و شیمیدان اسکاتلندی ساخته شد. |
| اکتشاف                 | ۱۸۹۳         | آلفرد ورنر ساختار اکتتال مجموعه‌های کبالت را کشف می‌کند، و زمینه کمپلکس شیمیایی را ایجاد می‌کند. |
| انتشار کتاب و مقاله    | ۱۸۹۵         | جایزه نوبل شیمی در سال ۱۸۹۵، به وصیت شیمی‌دان سوئدی، آلفرد نوبل که بیشتر او را به دلیل ابداع دینامیت می‌شناختند پایه‌گذاری شد. |
| اکتشاف                 | ۱۸۹۴ تا ۱۸۹۸ | ویلیام رمزی، گازهای نجیب را کشف می‌کند که شکاف بزرگ و غیرمنتظره‌ای را در جدول تناوبی پر می‌کنند و منجر به ایجاد مدل‌های پیوند شیمیایی می‌شوند. |
| اکتشاف                 | ۱۸۹۷         | جوزف جان تامسون با استفاده از لامپ پرتوی کاتدی، الکترون را کشف می‌کند. |
| اکتشاف                 | ۱۸۹۸         | ویلهلم وین نشان می‌دهد که پرتوهای کانال (جریان‌های یون‌های مثبت) می‌توانند توسط میدانهای مغناطیسی منحرف شوند و میزان دفع آن متناسب با نسبت جرم به بار است. این کشف منجر به ایجاد تکنیکی در شیمی تجزیه موسوم به طیف‌سنجی جرمی خواهد شد.                                           |
| اکتشاف                 | ۱۸۹۸         | ماری کوری و پیر کوری، رادیوم و پولونیوم را از اورانینیت جدا می‌کنند. |
| اکتشاف                 | حدود ۱۹۰۰    | ارنست رادرفورد منبع رادیواکتیویته را کشف می‌کند و اصطلاحات سکه برای انواع پرتوهای مختلف بیان می‌کند. |

## سده ۲۰

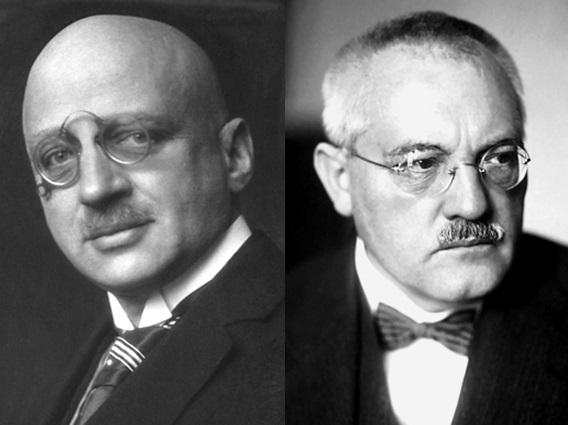
ابداع فرایند هابر-بوش توسط فریتس هابر (چپ) و کارل بوش

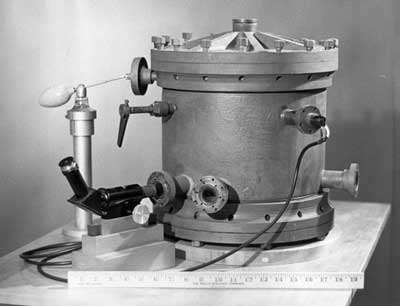
دستگاه آزمایش قطره روغن که توسط رابرت میلیکان استفاده می‌شد.

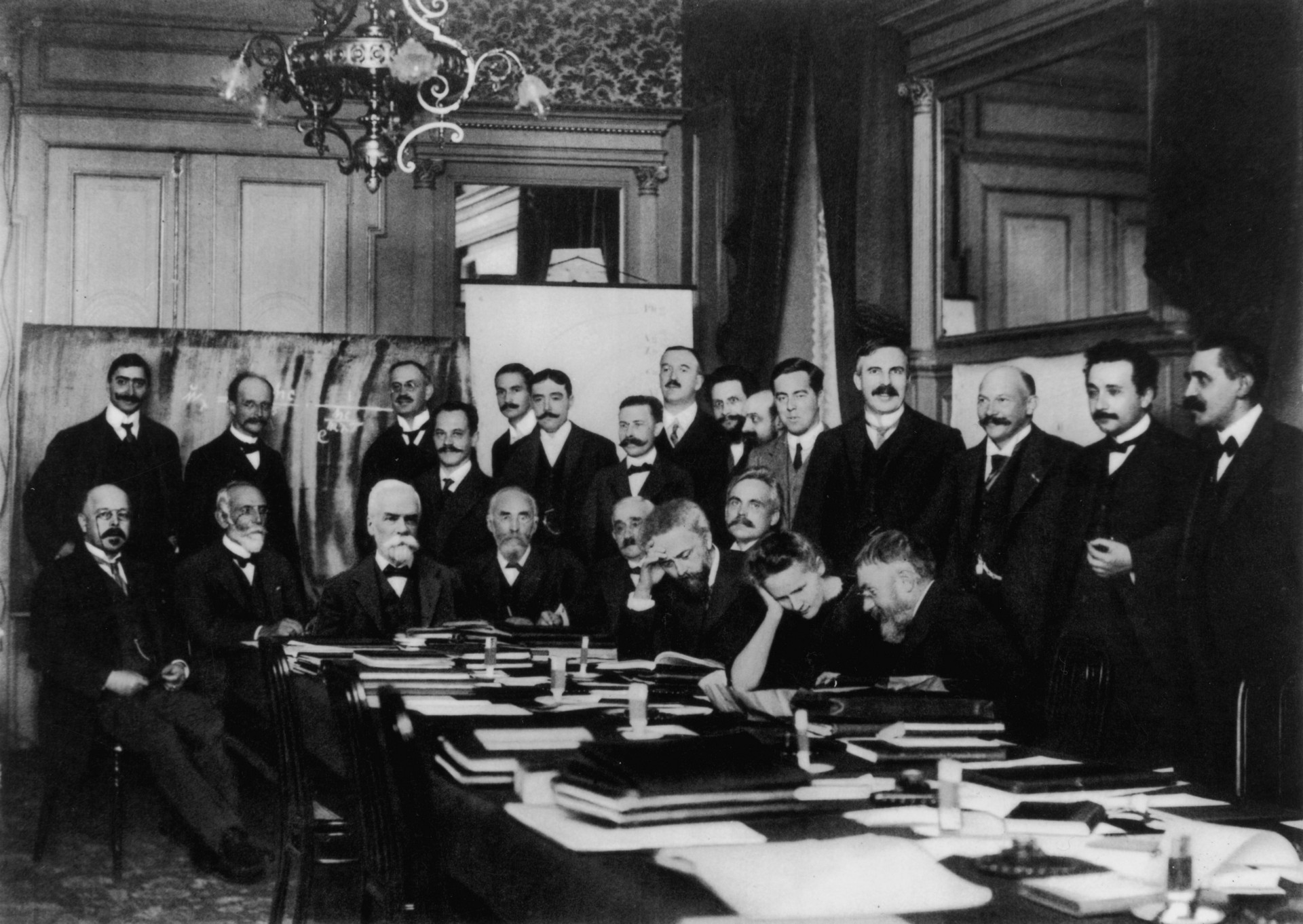
برگزاری اولین کنفرانس سلوی سال ۱۹۱۱ در بروکسل.

مدل اتمی بور نشان داد که طیف نشر خطی که از اتم عناصر گسیل می‌شود، بر اثر انتقال الکترون‌ها از سطوح انرژی بالا به سطوح انرژی پایین است، که در این انتقال انرژی الکترون کاهش می‌یابد و به صورت نور و گرما آزاد می‌شود.

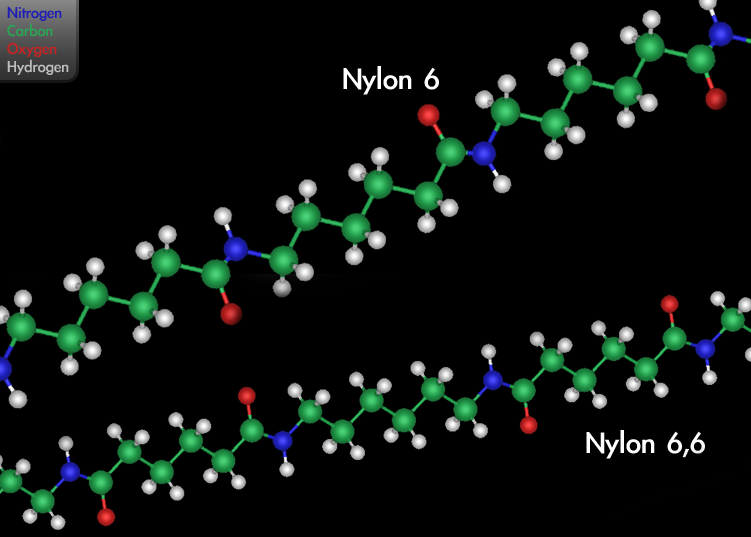
مدل دو شکل رایج نایلون

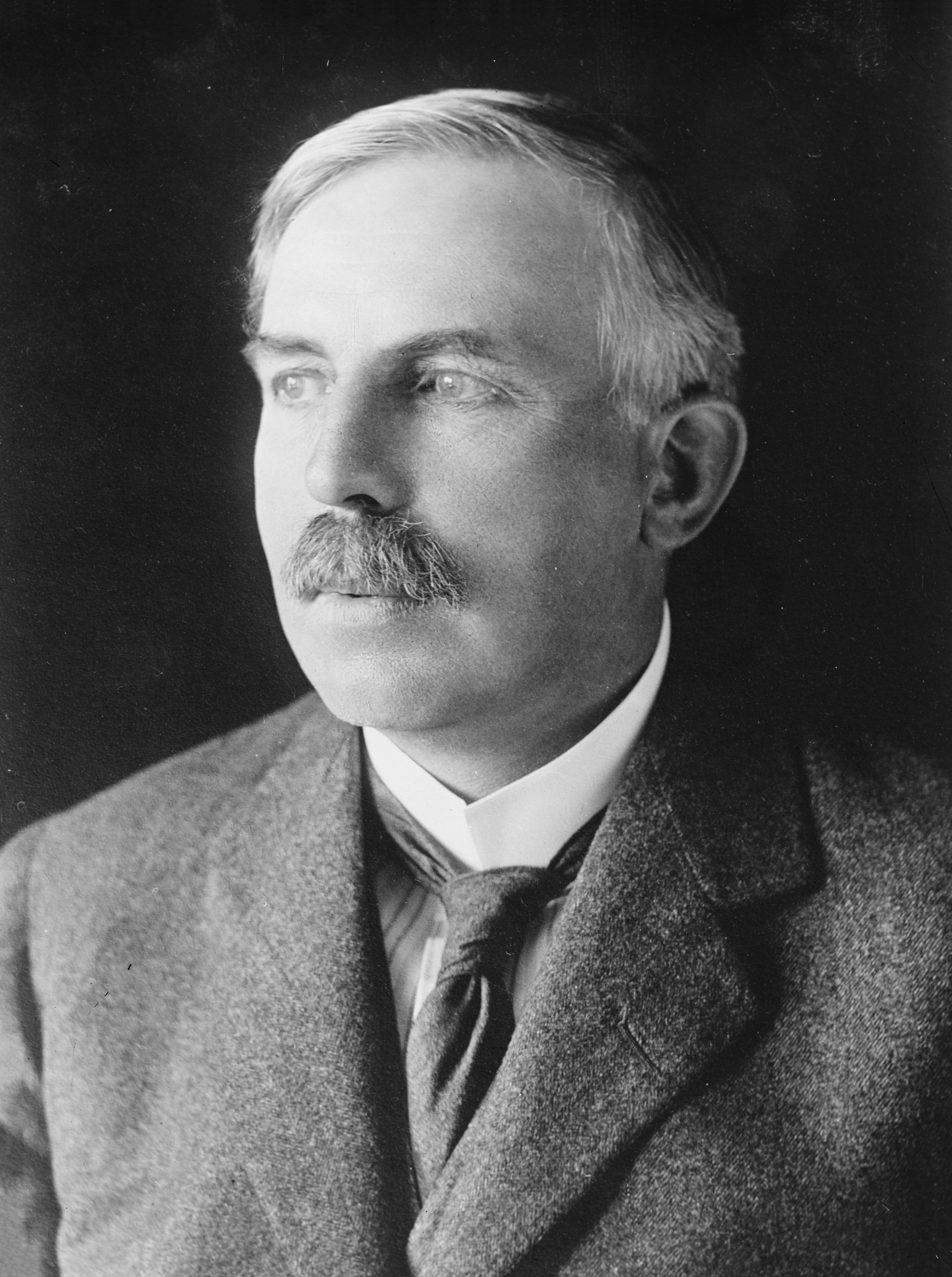
آزمایش گایگر-مارزدن که به شناخت ساختار اتم کمک شایانی کرد تحت نظر ارنست رادرفورد انجام شد.

ال‌اس‌دی به‌طور اتفاقی به امید دست یافتن به دارویی جدید سنتز شد.

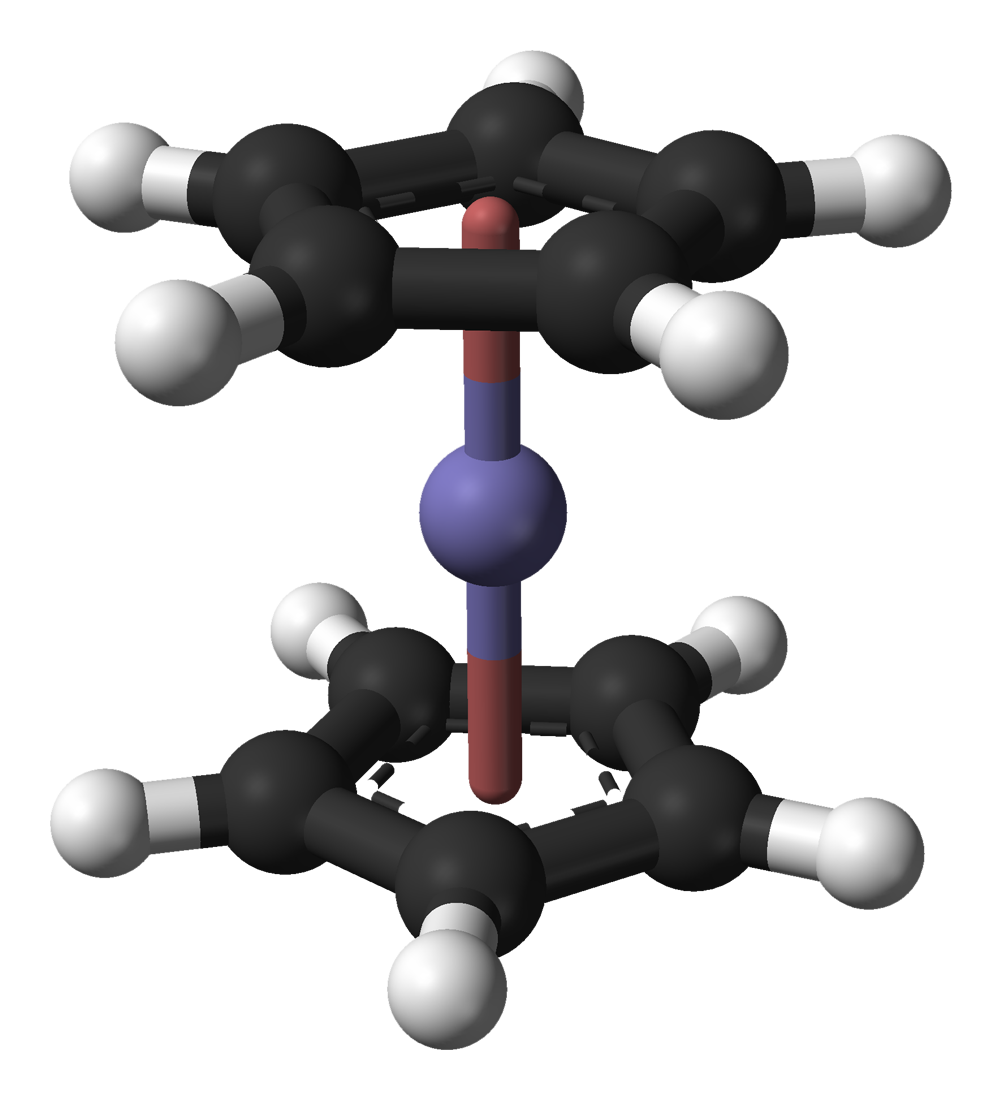
ساختار سه‌بعدی فروسن

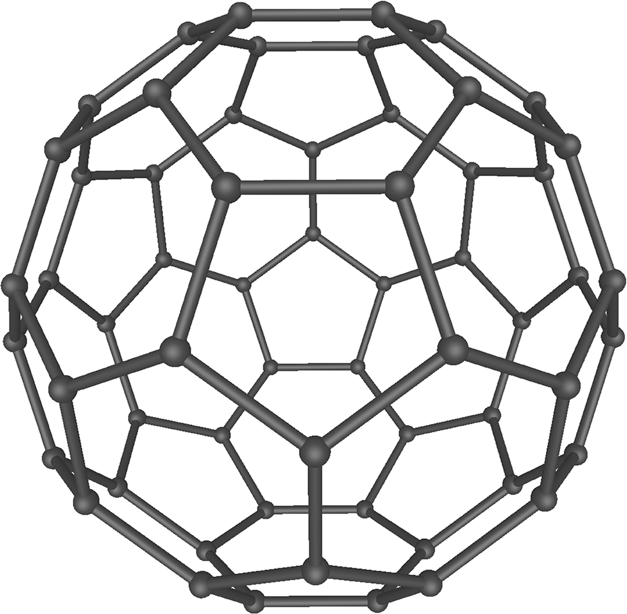
فولرن باکمینستر، C _{60}

| ارائه مکانیک کوانتومی توسط شرودینگر به شیمی‌دانان | میخایل تسوت، مخترع کروماتوگرافی | شکافت هسته‌ای در اورانیوم و توریوم توسط اتو هان کشف می‌شود. | تعریف ساختار لوویس، نظریه پیوند ظرفیت و اسید و باز لوییس توسط گیلبرت لوییس | لینوس پاولینگ، از بنیانگذاران شیمی کوانتومی و زیست‌شناسی مولکولی |
| ------------------------------------------------ | ------------------------------- | --------------------------------------------------------- | -------------------------------------------------------------------------- | --------------------------------------------------------------- |

| گاه‌شمار شیمی در سده ۲۰ |           | |
|                        | سال       | رویداد |
| اختراع                 | ۱۹۰۳      | میخایل تسوت، کروماتوگرافی، یک تکنیک مهم در شیمی تجزیه را اختراع می‌کند. |
| ارائهٔ نظریه            | ۱۹۰۴      | هانتارو ناگوکا مدل هسته‌ای اولیه اتم را پیشنهاد می‌کند، که در آن الکترون‌ها یک هسته بزرگ متراکم را احاطه کرده‌اند. |
| ارائهٔ نظریه            | ۱۹۰۵      | آلبرت اینشتین، حرکت براونی را به روشی توضیح می‌دهد که به‌طور قطعی نظریه اتمی را اثبات می‌کند. |
| اختراع                 | ۱۹۰۵      | فریتس هابر و کارل بوش، فرایند هابر را برای ساخت آمونیاک توسعه می‌دهند که نقطه عطف در شیمی صنعتی با تأثیرات شگرف در کشاورزی است. |
| اختراع                 | ۱۹۰۷      | لئوهندریک باکلند، باکالیت را اختراع می‌کند که یکی از اولین پلاستیک‌های موفق تجاری است. |
| اکتشاف                 | ۱۹۰۹      | رابرت میلیکان بار الکترون‌های جداگانه را با دقت بی‌سابقه از طریق آزمایش قطره روغن اندازه‌گیری می‌کند و تأیید می‌کند که تمام الکترون‌ها دارای بار و جرم یکسان هستند. |
| اختراع                 | ۱۹۰۹      | اس.پی.ال. سورانسن مفهوم pH را اختراع می‌کند و روش‌هایی برای اندازه‌گیری اسیدیته ارائه می‌دهد. |
| ارائهٔ نظریه            | ۱۹۱۱      | آنتونیوس وان دن بروک این ایده را ارائه می‌دهد که عناصر موجود در جدول تناوبی به جای وزن اتمی به‌طور صحیح توسط بار هسته‌ای مثبت سازماندهی شوند. |
|                        | ۱۹۱۱      | اولین کنفرانس سلوی در بروکسل برگزار می‌شود و بیشترین و برجسته‌ترین دانشمندان روز دنیا را گرد هم می‌آورد. همایش‌های فیزیک و شیمی همچنان به صورت دوره ای تا به امروز ادامه دارد. |
| اکتشاف                 | ۱۹۱۱      | ارنست رادرفورد پدر فیزیک هسته‌ای، هانس گایگر و ارنست مارزدن آزمایش ورقه طلا را انجام می‌دهند، که مدل هسته‌ای اتم را اثبات می‌کند، با یک هسته کوچک، متراکم و مثبت که توسط ابر الکترونی پراکنده احاطه شده‌است. |
| ارائهٔ نظریه            | ۱۹۱۲      | ویلیام هنری براگ و ویلیام لورنس براگ، قانون براگ را پیشنهاد می‌کنند و زمینه بلورنگاری پرتوی ایکس را فراهم می‌کنند، که یک ابزار مهم برای روشن ساختن ساختار بلوری مواد است. |
| ارائهٔ نظریه            | ۱۹۱۲      | پیتر دبای مفهوم دوقطبی الکتریکی را برای توصیف توزیع بار نامتقارن در برخی مولکول‌ها ارائه می‌دهد. |
| ارائهٔ نظریه            | ۱۹۱۳      | نیلز بور با ارائه آنچه که اکنون به عنوان مدل بور اتم شناخته می‌شود، مفاهیم مکانیک کوانتومی را به ساختار اتمی معرفی می‌کند، جایی که الکترونها فقط در مدارهای کاملاً تعریف شده وجود دارند. |
| ارائهٔ نظریه            | ۱۹۱۳      | هنری موزلی، که روی ایده پیشین ون دن بروک کار می‌کند، مفهوم عدد اتمی را برای رفع ناکافی بودن جدول تناوبی مندلیف، که بر اساس وزن اتمی بنا شده بود، معرفی می‌کند. |
| ارائهٔ نظریه            | ۱۹۱۳      | فردریک سودی مفهوم ایزوتوپ را پیشنهاد می‌کند، که عناصر با همان خصوصیات شیمیایی ممکن است دارای وزن اتمی متفاوت باشند. |
| اکتشاف                 | ۱۹۱۳      | جی جی تامسون با گسترش کار ویلهلم وین، نشان می‌دهد که ذرات زیر اتمی باردار شده را می‌توان با نسبت جرم به بار آنها جدا کرد، تکنیکی که به عنوان طیف‌سنجی جرمی شناخته می‌شود. |
| انتشار کتاب و مقاله    | ۱۹۱۶      | گیلبرت لوییس، رساله اتم و مولکول، پایه و اساس نظریه پیوند ظرفیت را منتشر می‌کند. |
| ارائهٔ نظریه            | ۱۹۲۱      | اتو اشترن و والتر گرلاخ مفهوم چرخش مکانیکی کوانتومی در ذرات زیر اتمی را ایجاد می‌کنند. |
| انتشار کتاب و مقاله    | ۱۹۲۳      | گیلبرت لوییس و مرل رندل رساله ترمودینامیک و انرژی آزاد از مواد شیمیایی را منتشر می‌کنند که اولین رساله مدرن در مورد ترمودینامیک شیمیایی است. |
| تجزیه و تحلیل          | ۱۹۲۳      | گیلبرت لوییس نظریه جفت الکترون در مورد واکنش‌های اسید / باز را توسعه می‌دهد. |
| ارائهٔ نظریه            | ۱۹۲۴      | لویی دو بروی، مدل موجی از ساختار اتمی را بر اساس ایده‌های دوگانگی موج و ذرات را معرفی می‌کند. |
| تجزیه و تحلیل          | ۱۹۲۵      | ولفگانگ پاولی، اصل طرد پاولی را توسعه می‌دهد، که می‌گوید هیچ دو الکترونی در اطراف یک هسته واحد نمی‌توانند حالت کوانتومی یکسانی داشته باشند، همان‌طور که توسط چهار عدد کوانتومی شرح داده شده‌است. |
| ارائهٔ نظریه            | ۱۹۲۶      | اروین شرودینگر، معادله شرودینگر را ارائه می‌دهد که اساسی ریاضی برای مدل موج ساختار اتمی فراهم می‌کند |
| تجزیه و تحلیل          | ۱۹۲۷      | ورنر هایزنبرگ، اصل عدم قطعیت را توسعه می‌دهد، که مکانیک حرکت الکترون در اطراف هسته را توضیح می‌دهد. |
| تجزیه و تحلیل          | ۱۹۲۷      | فریتز لاندن و والتر هایتلر برای توضیح پیوند کووالانسی در مولکول هیدروژن، مکانیک کوانتومی را بکار می‌گیرند، که سرآغاز شیمی کوانتومی را نشان می‌دهد. |
| انتشار کتاب و مقاله    | ۱۹۲۹      | لینوس پاولینگ، قوانین پائولینگ را منتشر می‌کند، که اصول اساسی در استفاده از کریستالوگرافی اشعه ایکس برای استنباط ساختار مولکولی است. |
| ارائهٔ نظریه            | ۱۹۳۱      | اریش هوکل، قاعده هوکل را ارائه می‌دهد، که نشان می‌دهد چه هنگام یک مولکول حلقه‌ای تخت، ویژگی‌های آروماتیک خواهد داشت وخصلت آروماتیکی دارد. |
| اکتشاف                 | ۱۹۳۱      | هارولد یوری با تقطیر جزء به جزء هیدروژن مایع دوتریوم را کشف می‌کند. |
| اکتشاف                 | ۱۹۳۲      | جیمز چدویک، نوترون را کشف می‌کند. |
| تجزیه و تحلیل          | ۱۹۳۴–۱۹۳۲ | لینوس پائولینگ و روبرت اس مالیکن میزان الکترونگاتیوی را تعیین می‌کنند. |
| اختراع                 | ۱۹۳۵      | والاس کاروترز تیمی از شیمی‌دانان در داو دوپون را هدایت می‌کند که نایلون را اختراع می‌کند، که یکی از موفق‌ترین پلیمرهای مصنوعی تجاری در تاریخ شیمی است. |
| اکتشاف                 | ۱۹۳۷      | کارلو پریر و امیلیو سگره اولین سنتز تأیید شده تکنسیوم-۹۷، اولین عنصر تولید شده مصنوعی را انجام می‌دهند شکاف در جدول تناوبی را پر می‌کند. گرچه این ادعا نیز مورد بحث است، که این عنصر ممکن است در اوایل سال ۱۹۲۵ توسط والتر نوداک و همکارانش سنتز شده باشد.                                                               |
| اختراع                 | ۱۹۳۷      | یوجین هودری روشی از کراکینگ کاتالیزوری در مقیاس صنعتی نفت را توسعه داده و منجر به توسعه اولین پالایشگاه مدرن نفت می‌شود. |
| اکتشاف                 | ۱۹۳۷      | پیوتر کاپیتسا، جان آلن و دون میسنر هلیوم ۴ سوپرکولد را تولید می‌کنند، اولین ماده ابرشارگی صفر، ماده‌ای است که خواص مکانیکی کوانتومی را در مقیاس ماکروسکوپی به نمایش می‌گذارد. |
| اکتشاف                 | ۱۹۳۸      | اتو هان، پدر شیمی هسته‌ای روند شکافت هسته‌ای در اورانیوم و توریوم را کشف می‌کند. |
| اکتشاف                 | ۱۹۳۸      | آلبرت هافمن، اولین بار لایزرژیک اسید دی اتیل آمید را ز اسید لیزرژیک، ماده شیمیایی حاصل از ارگوت، قارچی که روی چاودار و سایر غلات رشد می‌کند در ۱۶ نوامبر ۱۹۳۸ سنتز کرد اما اثرات آن را در ۱۶ آوریل ۱۹۴۳ متوجه شد. |
| انتشار کتاب و مقاله    | ۱۹۳۹      | لینوس پاولینگ طبیعت باند شیمیایی را چاپ کرد، اثری از ده دهه کار در زمینه پیوند شیمیایی. این یکی از مهمترین متون شیمیایی مدرن است. او در این کتاب تئوری هیبریداسیون، پیوند کووالانسی و پیوند یونی را از طریق الکترونگاتیوی توضیح می‌دهد و از رزونانس به عنوان ابزاری برای توضیح ساختار بنزن استفاده می‌کند.               |
| اکتشاف                 | ۱۹۴۰      | ادوین مک‌میلان و فیلیپ آبلسون، نپتونیوم، سبکترین و اولین عنصر ترانزیوم سنتز شده را در محصولات شکافت هسته‌ای اورانیوم شناسایی می‌کنند. مک میلان آزمایشگاهی را در برکلی ایجاد می‌کند که می‌تواند در کشف بسیاری از عناصر و ایزوتوپ‌های جدید نقش داشته باشد.                                                                     |
| اختراع                 | ۱۹۴۱      | گلن سیبورگ با ادامه کارهای مک میلان روش گیراندازی نوترون، که یک واکنش هسته‌ای است که طی آن یک یا بیش از یک نوترون به هسته یک اتم برخورد کرده و با آن ادغام می‌شود و تشکیل یک هسته سنگین تری را می‌دهد را تعریف کرد. او برای نخستین بار اصطلاح «جزیرهٔ پایداری» را ابداع کرد. او در ساختن ده عنصر فرااورانیومی مشارکت داشت. |
| اکتشاف                 | ۱۹۴۵      | ژاکوب ای. مارینسکی، لارنس ای. گلندنین و چارلز دی. کوریل اولین سنتز تأیید شده پرومتیم را انجام می‌دهند و آخرین جدول را در جدول تناوبی پر می‌کنند. |
| اختراع                 | ۱۹۴۶–۱۹۴۵ | فلیکس بلوخ و ادوارد میلز پورسل فرایند رزونانس مغناطیسی هسته‌ای (NMR) را توسعه می‌دهند، روشی در شیمی تجزیه که در روشن ساختن ساختارهای مولکولها به ویژه در شیمی آلی دارای اهمیت است. |
| تجزیه و تحلیل          | ۱۹۵۱      | لینوس پائولینگ از کریستالوگرافی با پرتو ایکس برای استنباط ساختار ثانویه پروتئین‌ها استفاده می‌کند. |
| ارائهٔ نظریه            | ۱۹۵۲      | آلن والش از پیشگامان در زمینه طیف‌سنجی جذب اتمی، روشی مهم در طیف‌سنجی پژوهش کمی به وجود آورد که امکان اندازه‌گیری غلظت‌های خاص یک ماده را می‌دهد. |
| اکتشاف                 | ۱۹۵۲      | رابرت وودوارد، جفری ویلکینسون و ارنست فیشر ساختار فروسن را کشف می‌کنند که یکی از اکتشافات اصلی زمینه شیمی آلی فلزی است. |
| ارائهٔ نظریه            | ۱۹۵۳      | جیمز واتسون و فرانسیس کریک ساختار دی‌ان‌ای را پیشنهاد می‌کنند و موجب گسترش زمینه زیست‌شناسی مولکولی می‌شوند. |
| اختراع                 | ۱۹۵۶      | پترسون با همکاری جورج تیلتون، روش تاریخ‌گذاری اورانیوم-سرب را جای تاریخ‌گذاری سرب-سرب ایجاد کرد. وی با استفاده از داده‌های ایزوتوپی سرب از شهاب کانیون دیابلو، سن زمین را ۴٫۵۵ میلیارد سال محاسبه کرد و از سال ۱۹۵۶ تاکنون عمدتاً بدون تغییر باقی مانده‌است.                                                                |
| اکتشاف                 | ۱۹۵۷      | ینس اسکو پمپ سدیم/پتاسیم را کشف کرد که اولین آنزیم انتقال دهنده یونی است. |
| تجزیه و تحلیل          | ۱۹۵۸      | ماکس پروتس و جان کندرو از کریستالوگرافی با پرتو ایکس برای روشن ساختن یک ساختار پروتئین، به‌طور خاص میوگلوبین نهنگ عنبر استفاده می‌کنند. |
| اکتشاف                 | ۱۹۶۲      | نیل بارتلت، زنون هگزافلوئورو پلاتینات را سنتز می‌کند و برای اولین بار نشان می‌دهد که گازهای نجیب می‌توانند ترکیبات شیمیایی تشکیل دهند. |
| تجزیه و تحلیل          | ۱۹۶۲      | جرج اولاه ز طریق واکنش‌های سوپر اسید میزان کربوکاتیون را مشاهده می‌کند. |
| اختراع                 | ۱۹۶۴      | ریچارد ارنست آزمایش‌هایی را انجام می‌دهد که منجر به توسعه تکنیک تبدیل فوریه به رزونانس مغناطیسی هسته‌ای می‌شود. این امر باعث افزایش حساسیت این تکنیک می‌شود و راه را برای تصویربرداری با رزونانس مغناطیسی (MRI) باز می‌کند.                                                                                                  |
| ارائهٔ نظریه            | ۱۹۶۵      | رابرت برنز وودوارد و رولد هافمن، قوانین وودوارد–هافمن را پیشنهاد می‌کنند، که از تقارن اوربیتال مولکولی برای توضیح استریوشیمی واکنشهای شیمیایی استفاده می‌کنند. |
| اکتشاف                 | ۱۹۶۶      | هیتوشی نوزاکی و ریوجی نویوری با استفاده از یک کمپلکس فلزی انتقالی کایرال ساختاری کاملاً تعریف شده، اولین نمونه از کاتالیز نامتقارن (هیدروژناسیون) را کشف کردند. |
| اختراع                 | ۱۹۷۰      | جان پاپل برنامه گاوس را توسعه داده و شیمی محاسباتی را گسترش می‌بخشد. |
| ارائهٔ نظریه            | ۱۹۷۱      | ایو چاوین توضیحاتی در مورد مکانیسم واکنش‌های تجزیه مضاعف الفین ارائه داد. |
| اکتشاف                 | ۱۹۷۵      | کارل شارپلس و گروه او، یک واکنش اکسیداسیون استریل انتخابی از جمله اکسیداسیون شارپل، دی هیدروکسیلاسیون نامتقارن شارپ، و اکسیداسیون شارپ را کشف می‌کنند. |
| اکتشاف                 | ۱۹۸۵      | هارولد کروتو، رابرت کرل و ریچارد اسمالی فولرنها را کشف می‌کنند، فولرن شامل مولکول‌های بزرگ کربن است که به صورت سطحی شبیه گنبد ژئودزیک طراحی شده توسط معمار باکمینستر فولر می‌باشد. |
| تجزیه و تحلیل          | ۱۹۹۱      | سومیو ایجیما از میکروسکوپ الکترونی برای کشف نوعی از فولرن استوانه ای موسوم به نانولوله کربنی استفاده می‌کند؛ اگرچه کارهای اولیه در سال ۱۹۵۱ در این زمینه انجام شده بود. این ماده یک عنصر مهم در زمینه نانوفناوری است.                                                                                                   |
| اکتشاف                 | ۱۹۹۴      | اولین سنتز کامل تاکسول توسط رابرت هولتون و گروه وی انجام می‌شود. |
| اکتشاف                 | ۱۹۹۵      | اریک کرنل و کارل ویمن اولین چگالش بوز–اینشتین را تولید می‌کنند، ماده‌ای که خواص مکانیکی کوانتومی را در مقیاس ماکروسکوپی به نمایش می‌گذارد. |

## سده ۲۱

راه رفتن کینزین روی ریزلوله، یک ماشین بیولوژیکی مولکولی که از پویایی حوزه پروتئین در مقیاس‌های نانو استفاده می‌کند.

| گاه‌شمار شیمی در سده ۲۱ |      | |
|                        | سال  | رویداد |
| اکتشاف                 | ۲۰۰۱ | یک ماده خود ترمیم شونده پلیمری تولید شد.                                                                       |
| اکتشاف                 | ۲۰۰۳ | پیتر آگره و رودریک مک‌کینون آکواپورین را کشف می‌کنند.                                                            |
| اکتشاف                 | ۲۰۰۸ | کشف و توسعهٔ پروتئین فلورسنت سبز                                                                                |
| اکتشاف                 | ۲۰۰۹ | تنسین عنصر ۱۱۷ کشف می‌شود. این عنصر توسط محققان روس و آمریکایی در مؤسسه تحقیقات هسته‌ای دوبنا در روسیه تولید شد. |
| اکتشاف                 | ۲۰۱۱ | شبه‌کریستال‌ها توسط دن شختمن کشف شد.                                                                             |
| اختراع                 | ۲۰۱۴ | توسعه میکروسکوپ فلورسنس فوق واضح»                                                                              |
| اختراع                 | ۲۰۱۶ | طراحی و ساخت ماشین مولکولی»                                                                                    |

## واژه‌نامه
1. ↑  Tapputi Belatikallim
2. ↑  Stoicheia
3. ↑  Empedocles
4. ↑  De Rerum Natura
5. ↑  Magister Salernus
6. ↑  Taddeo Alderotti
7. ↑  Opus Maius
8. ↑  Pseudo-Geber
9. ↑  Alchemia
10. ↑  Tyrocinium Chymicum
11. ↑  Discours de la méthode
12. ↑  Ortus medicinae
13. ↑  The Skeptical ChymistThe Skeptical Chymist
14. ↑  Cadet
15. ↑  Chimique
16. ↑  Traité élémentaire de Chimie
17. ↑  Lärbok i Kemien
18. ↑  Levorotatory
19. ↑  Dextrotatory
20. ↑  Thomsen–Berthelot principle
21. ↑  On the Equilibrium of Heterogeneous Substances
22. ↑  Études de Dynamique chimique
23. ↑  The Atom and the Molecule
24. ↑  Thermodynamics and the Free Energy of Chemical Substances
25. ↑  The Nature of the Chemical Bond
26. ↑  George Tilton
27. ↑  Uranium–lead dating
28. ↑  Lead–lead dating
29. ↑  Canyon Diablo (meteorite)
30. ↑  Aquaporin
31. ↑  Super-resolution microscopy